# Steinbruch

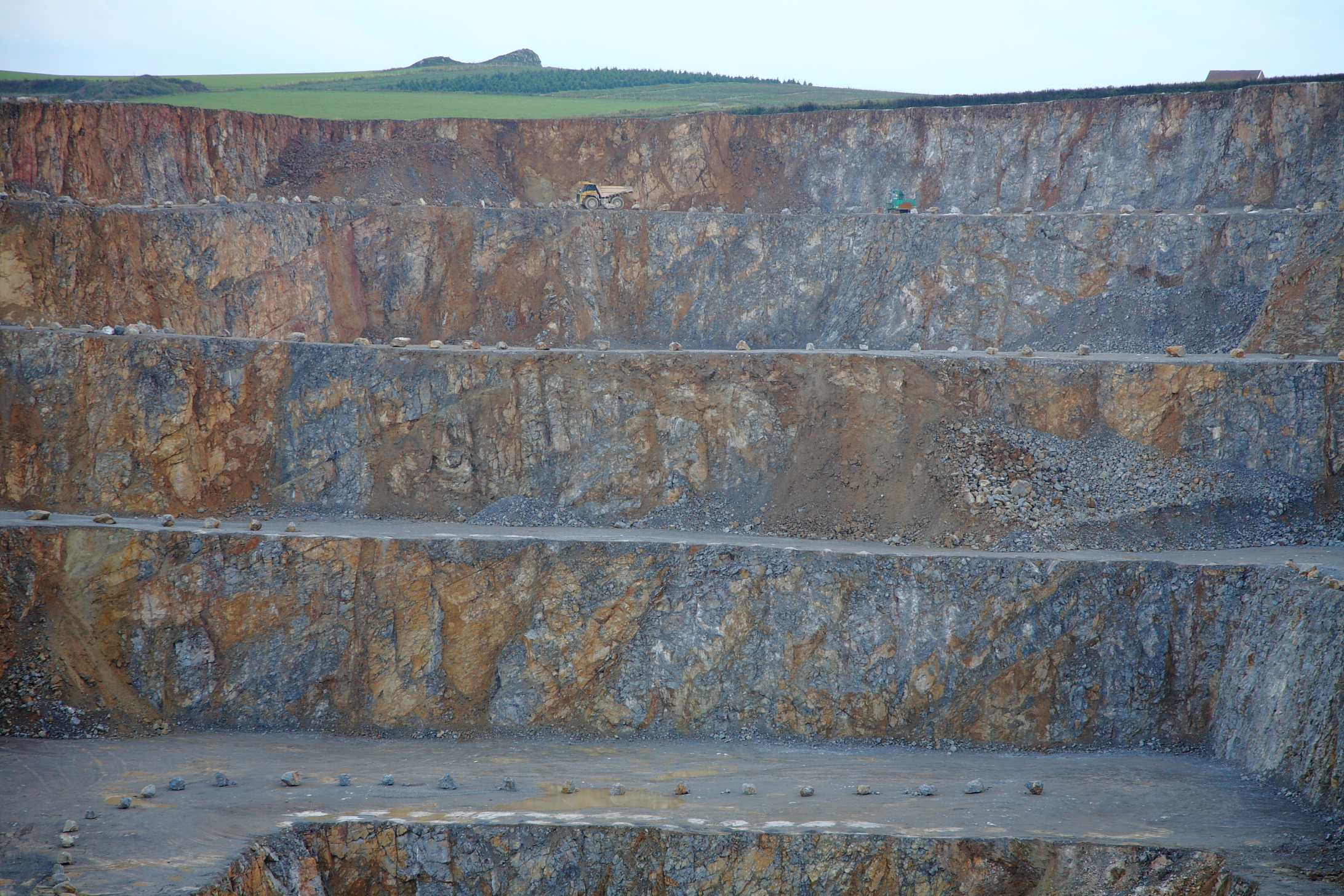
Kalksteinbruch im Strossenbau in Brilon-Rösenbeck (Sauerland), Gesteinsabbau durch Sprengtechnik

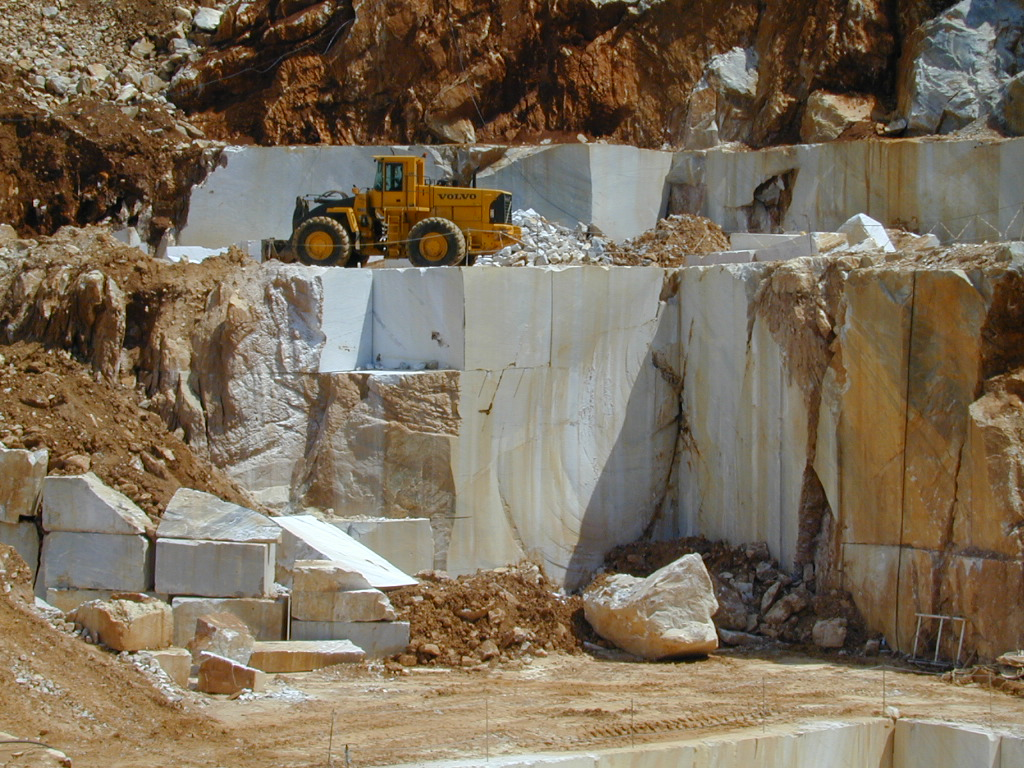
Abbauwände in einem Carrara-Marmorsteinbruch (Toskana), Gesteinsabbau durch Seilsägetechnik

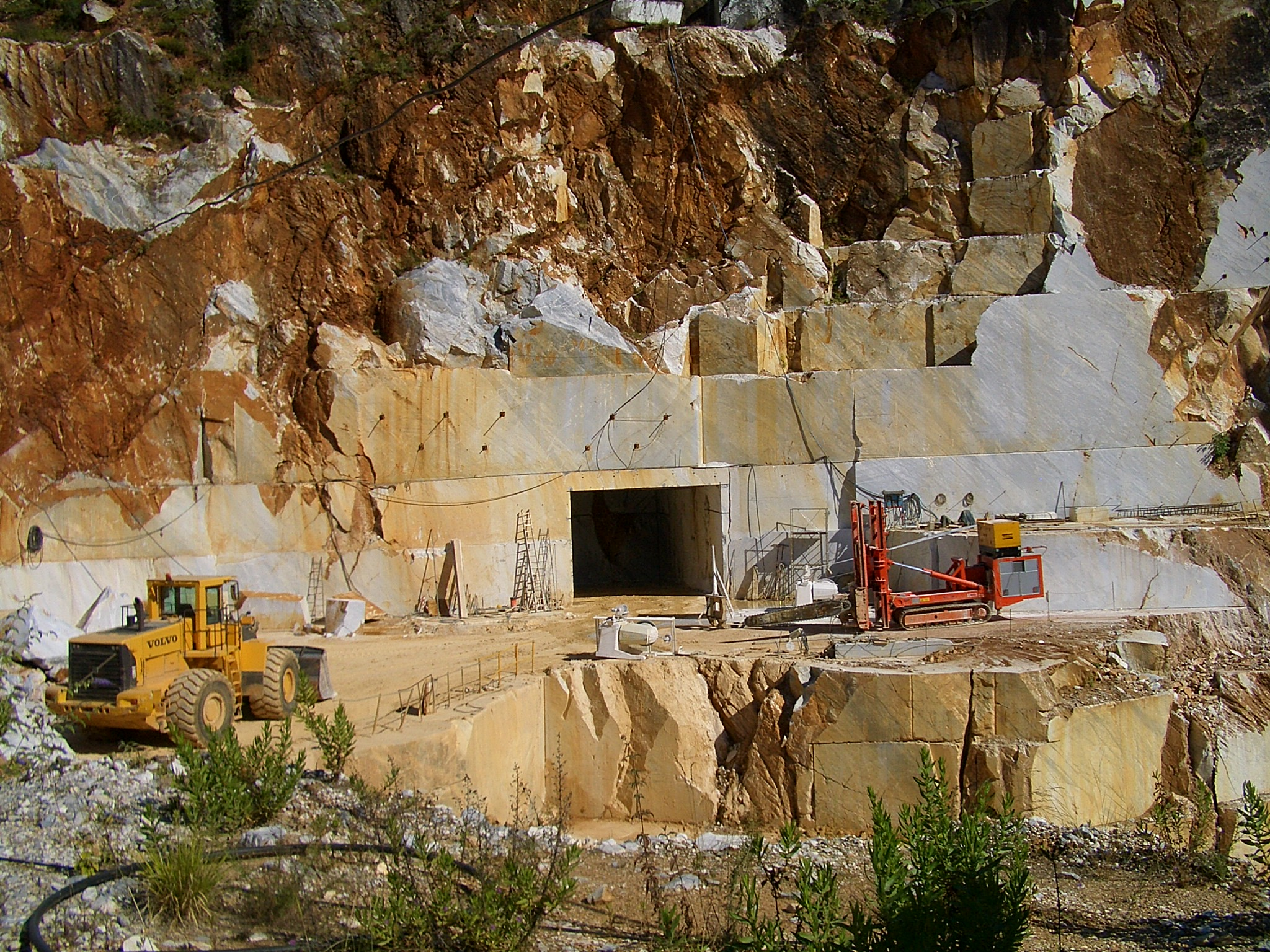
Eingang in einen unterirdischen Carrara-Marmorsteinbruch (Toskana), Gesteinsabbau (Höhlung) durch Schrämmketten-Technik

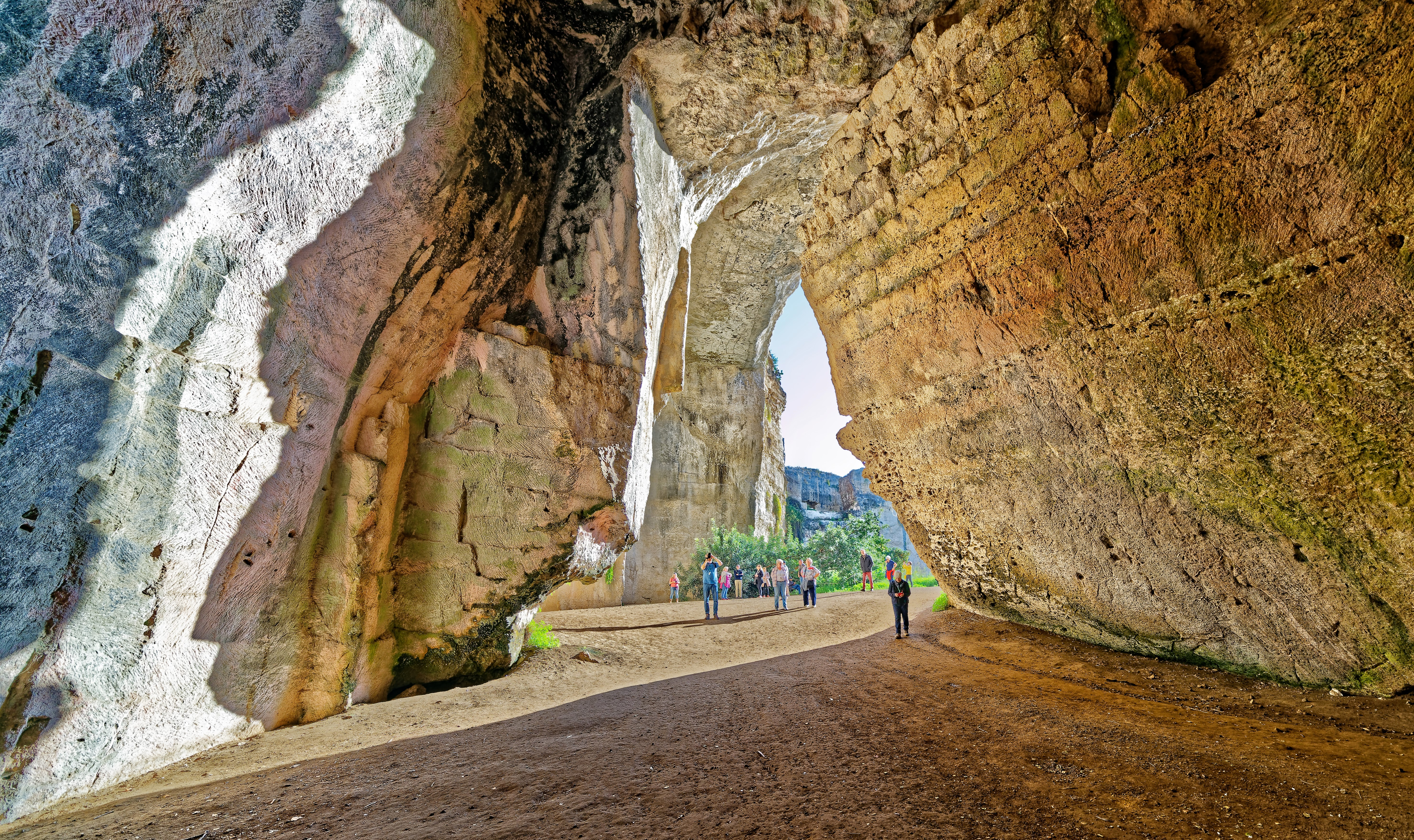
Der antike Steinbruch von Syrakus.

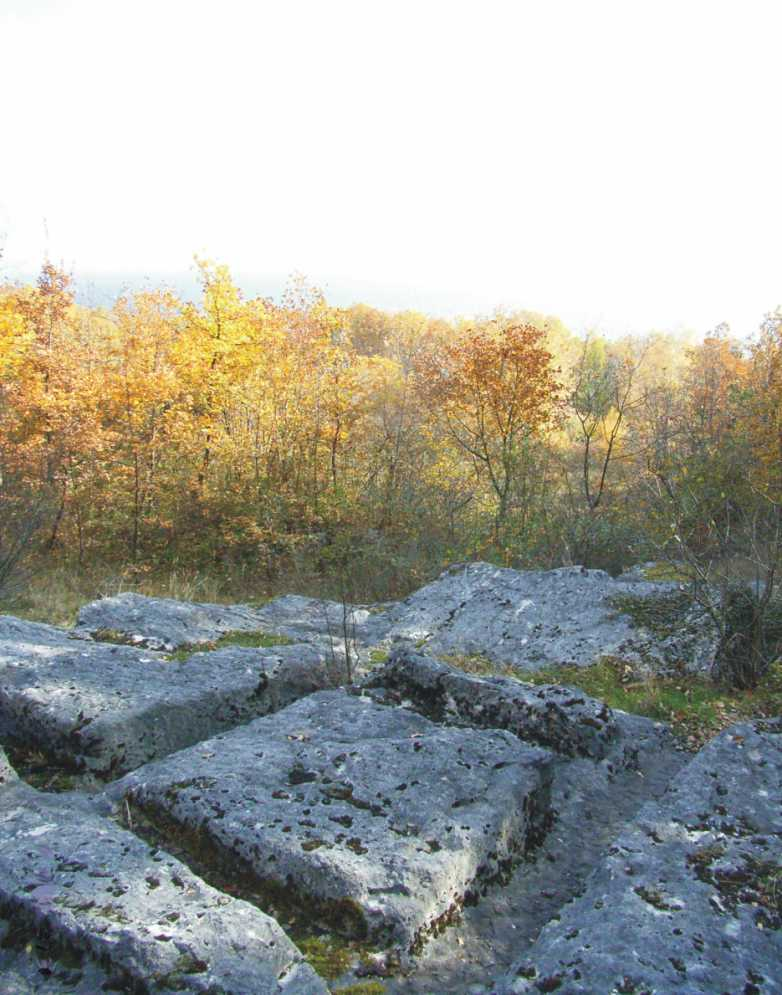
Römischer Kalksteinbruch am Fuße des Schweizer Jura (Kanton Waadt), Gesteinsabbau durch Ausschroten und Abkeilen der Rohblöcke

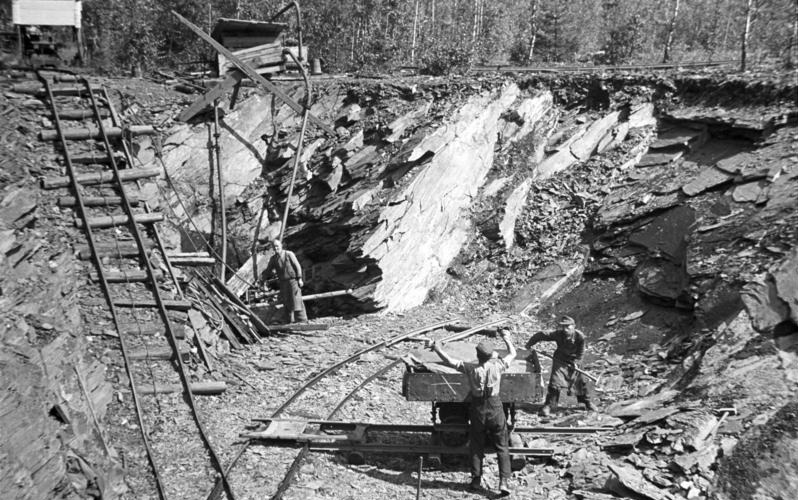
Plattengewinnung in einem Schieferbruch in Lehesten (Thüringen), Gesteinsabbau durch manuelles Abspalten der Rohplatten

Ein Steinbruch dient der Gewinnung von Festgesteinen aus einer Gesteins-Lagerstätte. Bei Lockergesteinen spricht man hingegen von Sand- oder Kiestagebau bzw. Kiesgrube.
Der Abbau kann sich in die Tiefe und Breite richten oder bei Hanglage horizontal betrieben werden. Die Mehrzahl sind Über-Tage-Steinbrüche, auch als offene Steinbrüche bezeichnet. In besonderen Fällen wird das Gestein in unterirdischen Steinbrüchen abgebaut. Viele Steinbrüche dienen der Gewinnung von Massenrohstoffen für den Verkehrswegebau und als Zulieferer von Zuschlagstoffen für die verarbeitende Industrie. Mengenmäßig erst weit danach kommen Steinbrüche für Werksteine (flächig formatierte Werkstücke).

## Geschichte

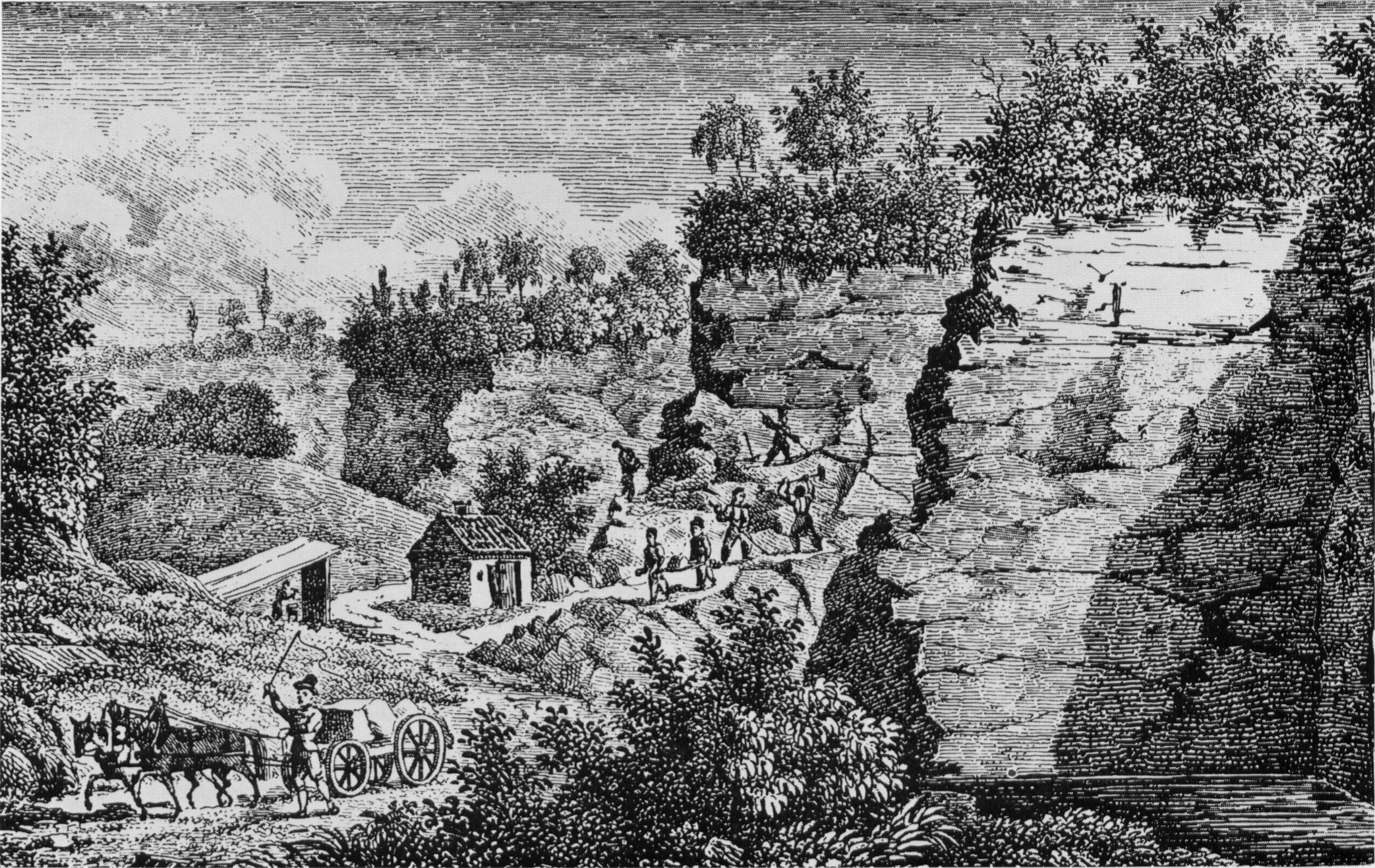
Steinbruch des Heilbronner Sandsteins um 1835

Die Ägypter brachen vor allem Weichgestein, wie Kalkstein und Sandstein in Steinbrüchen, die sich in unmittelbarer Nähe der Bauwerke befanden. Kalkstein wurde für alle großen Pyramiden des alten Reiches wie die Cheops-Pyramide, die Chephren-Pyramide und die Mykerinos-Pyramide in Gizeh verwendet. Steinbrüche für Hartgestein waren am Mons Claudianus und Mons Porphyrites in Ägypten. Ein bemerkenswertes Beispiel für einen altägyptischen Steinbruchbetrieb bildet der Unvollendete Obelisk von Assuan. Der große Felsentempel von Ramses II. in Abu Simbel wurde in Sandstein eingeschlagen.
Die Griechen brachen in der Antike vor allem Marmore und selten Sand- oder Kalkstein ab. Beispielsweise bauten sie die Akropolis mit Pentelischem Marmor auf, dessen Steinbruch sich unweit von Athen befand. Sie transportierten aber auch große Einzelstücke wie die Kouroi auf Schiffen.
Die Römer brachen vor allem Weichgestein, wie den Römischen Travertin aus Tivoli und vulkanische Tuffe aus dem Raum Orvieto; bis ins 2. Jahrhundert bezogen sie vor allem Marmor von der griechischen Insel Paros und verwendeten erst später für wertvollere Arbeiten Carrara-Marmor. Sie begannen aber auch, Marmor und Kalkstein zum Zwecke der Kalkherstellung (Kalkbrennen) abzubauen.
In allen Gebieten des Römischen Reichs hatte sich ein hoher Bedarf an qualitätsvollen Baumaterialien für den Hoch- und Verkehrswegebau entwickelt. Daher verbreiteten sich die bereits spezialisierten Vorgehensweisen zur Aufsuchung, Gewinnung, Verarbeitung und zum Transport geeigneter Gesteine innerhalb Europas sowohl südlich als auch nördlich der Alpen. Zu dieser Zeit waren Steinbruchsaktivitäten eine staatliche Angelegenheit. Ein Procurator hatte die Oberaufsicht über das Geschehen. Die Machinatores überwachten als Aufseher die gesamten Arbeiten in den jeweiligen Steinbrüchen. Zur Gewinnung der Rohblöcke im Abbaubereich bedurfte es fachlich erfahrener Gruppenleiter, die als Caesores bezeichnet wurden. Zur Loslösung eines Rohblockes war es üblich, dessen Unterseite im Fels durch einen tiefen V-förmigen Einschnitt freizulegen. Mit Keilen in Kerbnuten oder entlang natürlicher kluftartiger Sedimentationsebenen oder anderer Lagerfugen (Trennflächengefüge) wurde schließlich der Rohblock durch die Marmorari in mühevoller und kräftezehrender Weise gelöst. Der Abtransport innerhalb des Steinbruchs erfolgte auf Metallkugeln, indem man den Block mittels Hebeleisen schob und/oder mit Seilen zog. Danach brachten die Quadratores den Block auf das für die weitere Verwendung gewünschte Format. Wenn es auf eine Plattenerzeugung ankam, hatten die Sectores serrarii die erforderlichen Sägearbeiten zu erledigen.
Steinbrüche im deutschen Gebiet wurden in größerem Maßstab erst seit der Römerzeit betrieben. Wichtige römische Steinbrüche waren etwa das Felsenmeer im Odenwald und der Kriemhildenstuhl in der Pfalz. Erst mit der Zeit der Romanik begann in Deutschland ein Steinbruchbetrieb zur Erstellung der kirchlichen Bauten aus Sand- und Kalkstein in größerem Umfang.
In Österreich zählt der Römersteinbruch St. Margarethen zu den ältesten Steinbrüchen, der bereits beim Bau von Carnuntum in Betrieb war. Auf dem Gebiet der Schweiz sind mehrere Gewinnungsorte, die der römischen Baukultur dienten, bekannt. Dazu zählen der Solothurnerstein, ein Kalkstein mit weißlicher, grauer oder gelblicher Farbe, der Pierre jaune aus der Umgebung von Neuenburg, der besonders in Aventicum als Baustein diente sowie der hellbeige bis gelbbräunliche Kalkstein von La raisse zwischen Concise und Vaumarcus. In Kroatien befand sich unweit der Stadt Trogir der römische Steinbruch Sutilija, der der Gewinnung von Kalkstein diente.
Mit der Verbreitung des Schwarzpulvers in Europa im Verlaufe des späten Mittelalters begann sich auch die Arbeit in den Steinbrüchen zu ändern. Damit war eine Erleichterung der sonst sehr schweren Arbeiten verbunden, die allerdings neue nachteilige Erscheinungen mit sich brachte. Bei zu starker Dosierung erzeugte die Druckwelle der Explosion in das Gestein tief eindringende Risse, die einer effektiven Verwendung des Gesteins entgegenwirkten und erhebliche Schuttmassen. Für die Gewinnung von Bruchsteinen ist das kaum nachteilig, aber eine Blockgewinnung für Säge- und Hausteine wird damit weitestgehend nutzlos. Erst nach 1930 setzte sich die bisher zur Vorbereitung von Sprenglöchern oder vorbereitenden Arbeiten verwendeten Druckluftbohrer für das Abbohrverfahren langsam durch.
Für die Werksteinbrüche änderte sich die Arbeitsweise ab etwa 1889, als zuerst in belgischen Steinbrüchen durch Wilmart die Seilsäge verbreitete Nutzung fand und sich diese Technik um 1895 in den Steinbruchsgebieten von Carrara, bei Saillon im Kanton Wallis, in den hessisch-nassauischen Lahnmarmorbrüchen sowie bei Euville und vielen anderen Orten durchsetzte. Auch norwegische Steinbruchsunternehmen setzten seit den 1890er Jahren diese damals fortschrittliche Technologie ein und zwar in den Marmorbrüchen von Furuli und Løvgafl bei Fauske.

## Gesteinsmerkmale, Exploration und Wirtschaftlichkeit
Bevor erste Erkundungen einer Lagerstätte zur Naturwerkstein-Gewinnung in Deutschland durchgeführt werden, sollten zunächst die Materialeigenschaften entsprechend der jeweils geltenden DIN EN Normen untersucht werden, hierfür werden Probeentnahmen vorgenommen. Die entnommenen Prüfkörper sollten möglichst bergfrisch sein, weil bei einer Druckfestigkeitsprüfung von Gesteinen nach längerer Verweildauer höhere Druckfestigkeitswerte festgestellt werden. Die Prüfkörper sollten repräsentativ für die gesamte Lagerstätte sein, wobei die Anforderungen und Größen an die Prüfkörper sich nach dem Gefüge der Gesteine richten. Bedeutsame Kriterien an das abzubauende Gestein sind Mineralgehalt, Korngrößen und der Gehalt an für Naturstein problematischen Mineralen beispielsweise Tonminerale, Pyrit und Sodalith. Messungen zum Bruch- und Spaltbarkeitsverhalten, zur Porosität, Verwitterung, Wasseraufnahme, Biegefestigkeit, Abriebfestigkeit und Stoßverhalten kommen hinzu.
Vor jeder bergbaulichen Tätigkeit sollte eine Exploration durchgeführt werden, die bergbauliche und geologische Erkenntnisse gewinnt. Der Umfang des Abraums und des Nutzgesteins sind hierbei wesentliche Faktoren. Zur Untersuchung des Abraumvolumens können mehrere Methoden angewendet werden wie Schürfen, Bohrungen, Geoelektrik, Geomechanik und Gravimetrie. Die Kosten für die Untersuchung einer Lagerstätte können erheblich sein. Üblicherweise werden in Deutschland meist Schürfen und Kernbohrungen zur Erkundung einer Lagerstätte angewendet, geophysikalische Untersuchungen kaum. Dies hängt auch damit zusammen, dass neue Lagerstätten meist neben vorhandenen erschlossen werden.
Neben den oben genannten Gesteinsmerkmalen und der erforderlichen Exploration spielen wirtschaftliche Überlegungen und Folgekosten bei der Neuanlage und im laufenden Betrieb eines Steinsbruchs eine Rolle, wobei Kosten- und Nutzenüberlegungen hineinspielen. Für die Kostenseite spielen das Geländeprofil (Hang- oder ein Plateauaufschluss), die Lagerstättengeometrie (die räumliche Verteilung und Struktur der wirtschaftlich interessanten Gesteinseinheit), die zum Einsatz kommende Gewinnungs- und Fördertechnik, die beabsichtigte Jahresförderung (auch bezogen auf die gesamte Abbauzeit in Jahren), die künftige Stapelung des Abraums und die nach Schließung des Steinbruchs erforderlich werdende Rekultivierung. Die konkrete Lage der beabsichtigten Abbaustelle im Geländeprofil hat Auswirkungen auf betriebswirtschaftliche Überlegungen, da der Abtransport des Massengutes und des Abraums über anzulegende und sichere Transportwege gewährleistet sein muss. Einen weiteren wichtigen Kostenaspekt bildet die Entfernung der Deckschichten, die aus mineralisch-organisch zusammengesetzten Böden sowie den Verwitterungszonen der Gesteinslagerstätte bestehen. Die hierbei unvermeidlichen Abtragungsarbeiten sind bei Neuerschließung erstmals und im fortschreitenden Betrieb kontinuierlich vorzunehmen. Je nach Neigungsgrad der Hanglage ergeben sich mehr oder weniger aufwändige Sicherungsarbeiten im Hangenden, die einen beachtlichen Anteil im Betriebsergebnis darstellen. Für die Abraumbeseitigung gibt es mehrere Technologien. Einerseits werden lediglich Bagger zur Aufnahme der lockeren Deckschichten eingesetzt, andererseits müssen nicht verwendungsfähige Gesteinsschichten zuvor durch Flächensprengungen aufnahmefähig gemacht werden. Bei steiler Hanglage kann eine Terrassierung des Geländes oberhalb der Gewinnungsstellen in Betracht gezogen werden. Nachteilig wirkt es sich aus, wenn im Produktionsprozess von Massengut sich anteilige Abraumvolumina mit dem gewinnbaren Gesteinsgut vermischen und dadurch zu einer Qualitätsabsenkung bei den Endprodukten führen. Zur Berechnung der Kosten je m³ Naturwerkstein wird die Divisionskalkulation angewendet, d. h., dass die direkt und die indirekt anfallenden Kosten für den Betrieb des Steinbruchs durch die gebrochene Menge des verwertbar gebrochenen Naturwerksteins in m³ dividiert wird.

## Gewinnung von Naturwerkstein
Die Gewinnungsmethoden von Naturwerkstein unterscheiden sich nach den Gesteinsarten.
Um Weichgesteine zu gewinnen, werden in Kalkstein-, Dolomitstein-, Marmor- und Tuffsteinbrüchen Seilsägen, Reihenbohrsysteme und Schrämen verwendet. Solnhofener Plattenkalk bildet insofern eine Ausnahme, weil er aufgrund seiner Schichtung durch Hackstockmeister händisch mit Hacken gelöst wird. In Steinbrüchen des Weiberner Tuffs kann beim Schrämen auf eine Wasserkühlung verzichtet werden. Sandsteine werden mit Seilsägen, Reihenbohren und Wasserstrahlschneiden gewonnen.
Bei Hartgesteinen wie Granit werden Wasserstrahlschneidanlagen, Seilsägen, Flammenschneidsysteme und Reihenbohrgeräte verwendet. Sind die Lagerstätten durch Gebirgsdruck verspannt, können die entsprechenden Naturwerksteine nicht durch Reihenbohren gelöst werden.
Die historische Methode, mit Hammer und Meißel keilförmige Schlitze in die Rohsteine zu schlagen und anschließend Holzkeile einzulegen, um sie mit Wasser zu tränken, findet im kommerziellen Einsatz nicht mehr statt. Auch die Methode, mit eisernen Keilen und zur Optimierung der Keilwirkung auf die Flanken der Schlitze flache Federkeile aus Eisen einzulegen, wird ebenfalls nicht mehr eingesetzt, stattdessen finden Handbohrhämmer- und Reihenbohrgeräte Einsatz.
Mit Handbohrgeräten werden die zu gewinnenden Blöcke abgebohrt, wobei die Bohrlöcher in einer Linie angeordnet werden. Der Bohrlochabstand richtet sich nach der Härte des Gesteins, wobei bei Weichgesteinen mehr Bohrlöcher als bei Hartgestein erforderlich werden, auch die Bohrlochtiefe unterscheidet sich nach den Gesteinsarten, je weicher, desto tiefer sind die Bohrlöcher zu bohren. Das anfallende Bohrmehl wird durch Luftspülung aus dem Bohrloch entfernt.
Handbohrgeräte finden kaum noch Einsatz und werden immer mehr durch die Reihenbohrgeräte ersetzt. Die Bohrhämmer werden dabei meist auf fahrbaren Lafetten, Raupenfahrzeuge oder Hydraulikbaggern montiert, selten auf Schlitten oder Karretten. Die Bohrhämmer werden entsprechend der zum Lösen erforderlichen Bohrlochabstände montiert.
Das Schlitzbohren verhindert, durch das Bohren von Löchern zwischen den bereits vorhandenen und nahe aneinander liegenden Bohrlöchern, mit einer in ein benachbartes Bohrloch gesteckten Führungsstange, dass das Bohrgestänge von der Vertikalen abweicht und eingeklemmt wird. Das Ziel des Schlitzbohrens ist die Optimierung der Spaltwirkung in der Lösefuge.
Ist eine Bohrlochlinie zum Lösen eines Rohblocks hergestellt, können Keile eingelegt werden. Dies geschieht heutzutage mit den sogenannten Patentkeilen, die neben Keilen durch zwei speziell geformte Federkeile, die ins Bohrloch eingelegt werden, die Keilwirkung und Spaltwirkung verstärken. Auf diese Keile wird zum Ablösen mit einem Vorschlaghammer geschlagen. Um das manuelle Eintreiben zu ersparen, werden auch hydraulische Steinspaltgeräte verwendet, die eine Spaltkraft von 2000 kN (200 t) erzeugen und den Rohblock abdrücken.
Explosivstoffe wie Schwarzpulver oder Sprengschnüre kommen in Deutschland kaum mehr zum Einsatz. Schwarzpulver ist weniger handhabungssicher, erfordert ein zeitraubendes Verschließen und Ausblasen der Bohrlöcher und ist bei nassen Bohrlöchern nicht einsetzbar. Deshalb kommt es zum Einsatz von Sprengschnüren, die diese Nachteile des Schwarzpulvers weitestgehend vermeiden. Es gab auch Versuche die Bohrlöcher mit Expansivzementen zu füllen und dadurch abzukeilen.
Schrämmaschinen sind Kettensägen, die mit Wasser gekühlt werden und Lösefugen im Gestein schneiden. Eingesetzt werden sie auf Schienen. Die Sägeblätter erreichen Längen bis zu 4 bis 5 Meter und die Löseflächen, die erreicht werden, betragen bis zu 30 m². Die Ketten sind entweder mit dem Hartmetall Widia oder mit Diamanten besetzt.
Seilsägen sollen bereits in der Antike verwendet worden sein. Bis in die 1980er Jahre waren stählerne Langseile in Verwendung, die durch Umlenkrollen zur Kühlung von mehreren 100 bis 2000 Meter durch die Steinbrüche führten. Seilsägen sind Maschinen, die ebenfalls auf Schienen geführt werden. Dieses Maschinensystem hat eine Antriebseinheit mit einem Antriebsrad und zwei Zusatzrädern, die die Spannung des diamantbesetzten Sägeseils optimieren. Um mit dem Seil eine Schnittfläche herzustellen, werden ein waagerechtes und ein senkrechtes Loch gebohrt. Wenn sich die beiden Bohrlöcher kreuzen, kann das Seil eingeführt werden. Danach werden die Seilenden verbunden. Die Längen der Bohrlöcher sind wegen der Deviation der Bohrlöcher etwa 12 Meter begrenzt. Die Seile bestehen aus einem Stahlseil, auf dem die diamantbesetzten Schneidelemente, genannt Perlen, von Distanzstücken auf Abstand gehalten werden. Das Seil muss mit Wasser gekühlt werden. Die Seile erzeugen durchgehende Lösefugen und um den Rohblock abzuschieben, werden sogenannte Blockabschieber eingelegt. Es handelt sich um Lösekissen, die entweder aus Kunststoff oder Blech bestehen, die mit Wasser oder Luft befüllt werden können und bei einem Druck von 6 bis 7 bar den Block von der Wand abschieben.
Das Flammenschneidverfahren basiert auf einer starken thermischen Ausdehnung bestimmter Minerale, insbesondere des Quarzes. Quarz dehnt sich etwa vier Mal stärker aus, als ihn beispielsweise umgebende Feldspäte bei etwa 500 °C und einem Druck von 1000 bis 2500 bar. Dadurch eignet es sich für Gewinnung von Gesteinen wie Granit, die 20 bis 60 Volumen% Quarz enthalten. Diese Methode eignet sich vor allem für Gesteinsvorkommen, die durch ihren Gebirgsdruck Reihenbohrgeräte einklemmen. Die Flammenschneidanlagen bestehen aus einer Flammenlanze, aus der Flammen mit einer Geschwindigkeit von 1.300 m/s und bei einer maximalen Temperatur von 2000 °C austreten und dabei ein Gemisch von Diesel und Sauerstoff entzünden. Die Lanze kann im Granit bis zu einer Tiefe von 20 Meter Lösefugen schneiden.

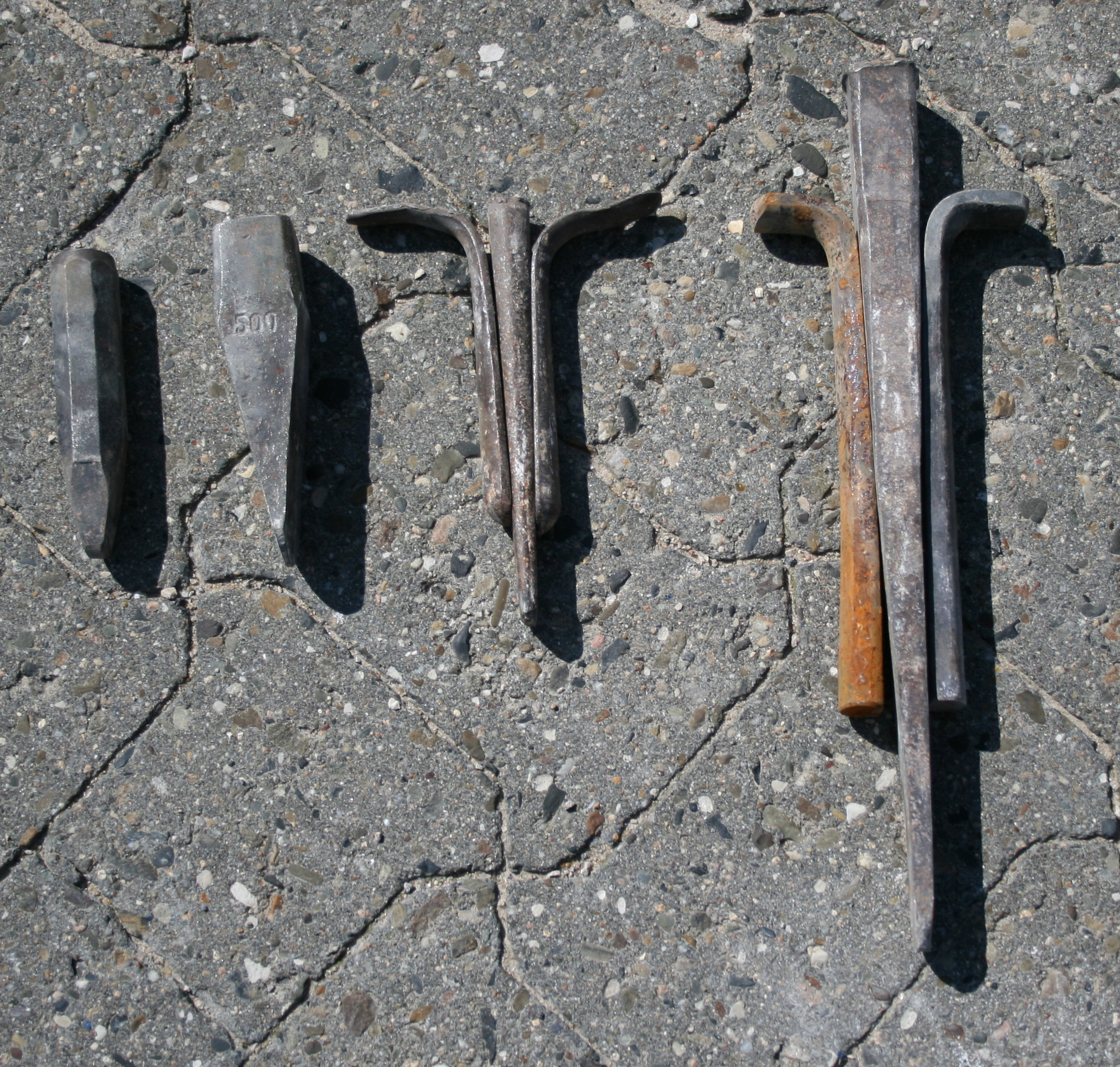
Keile, die im Steinbruch verwendet werden
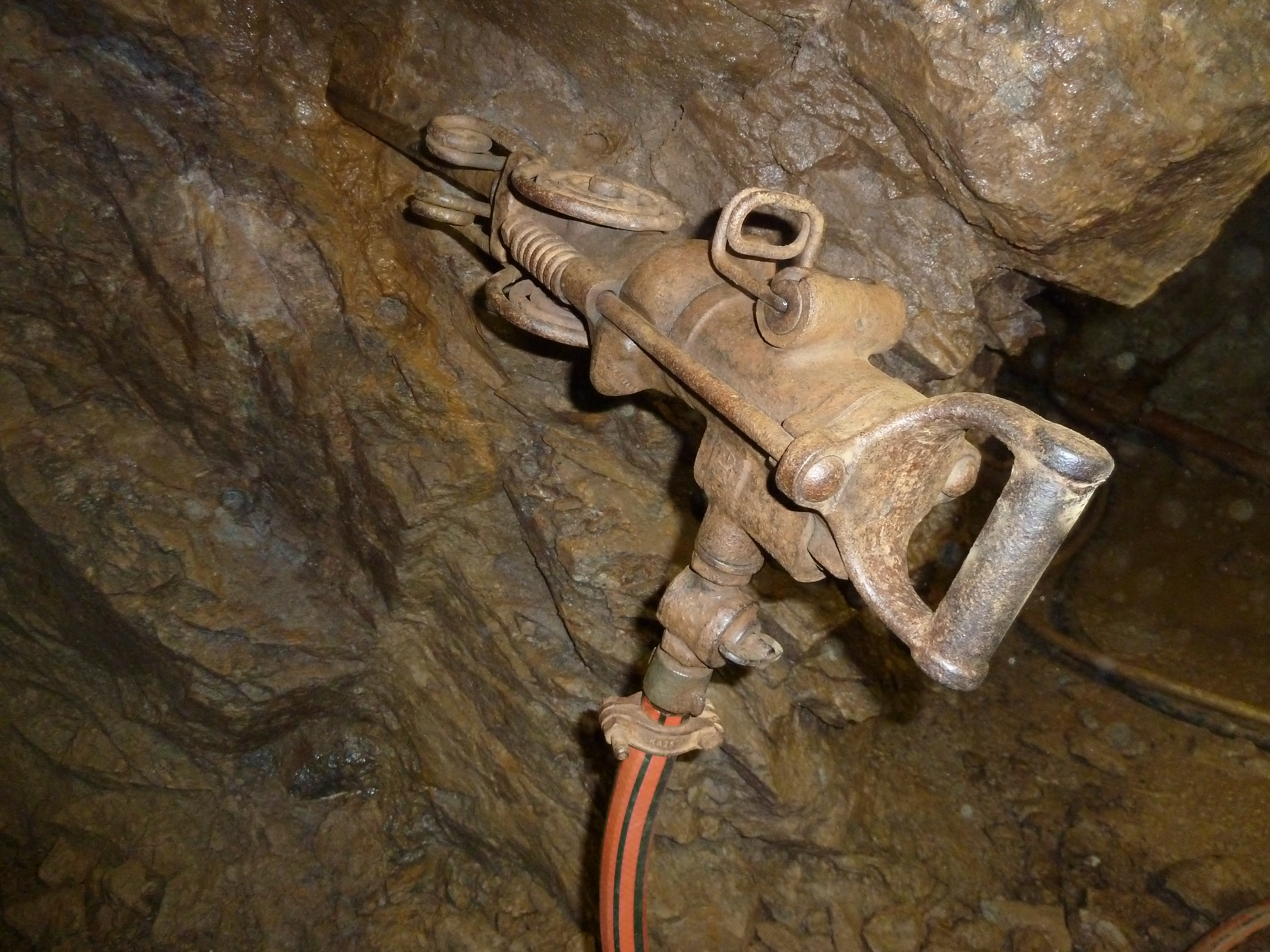
Handbohrer
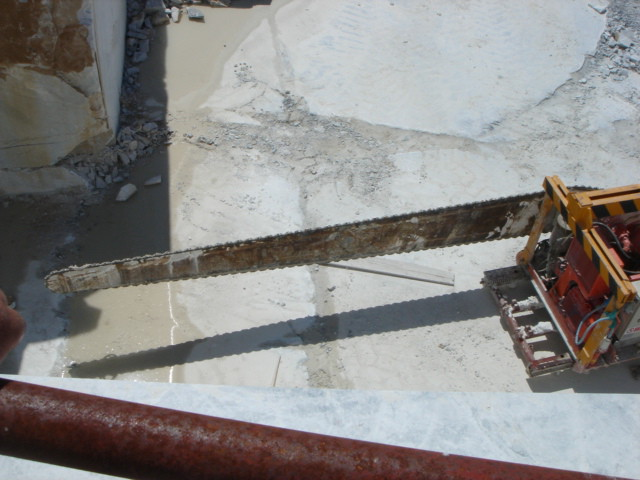
Schrämmaschine in einem Marmor-Steinbruch
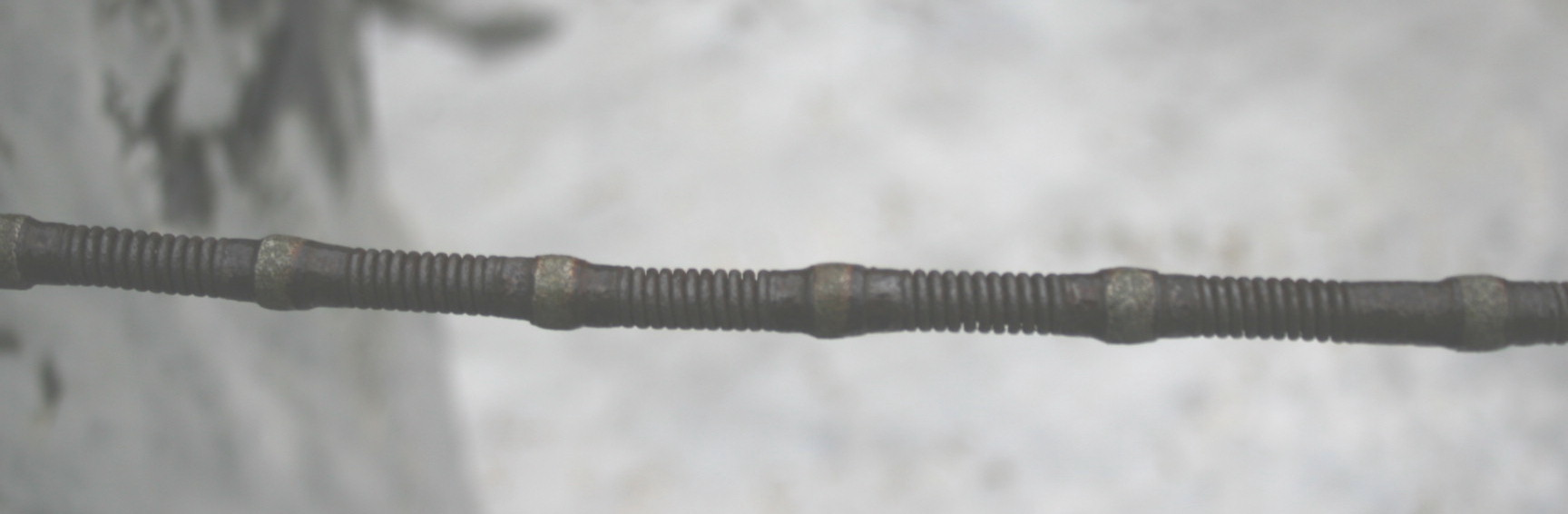
Sägeseil mit diamantbesetzten Perlen und Stahlfedern
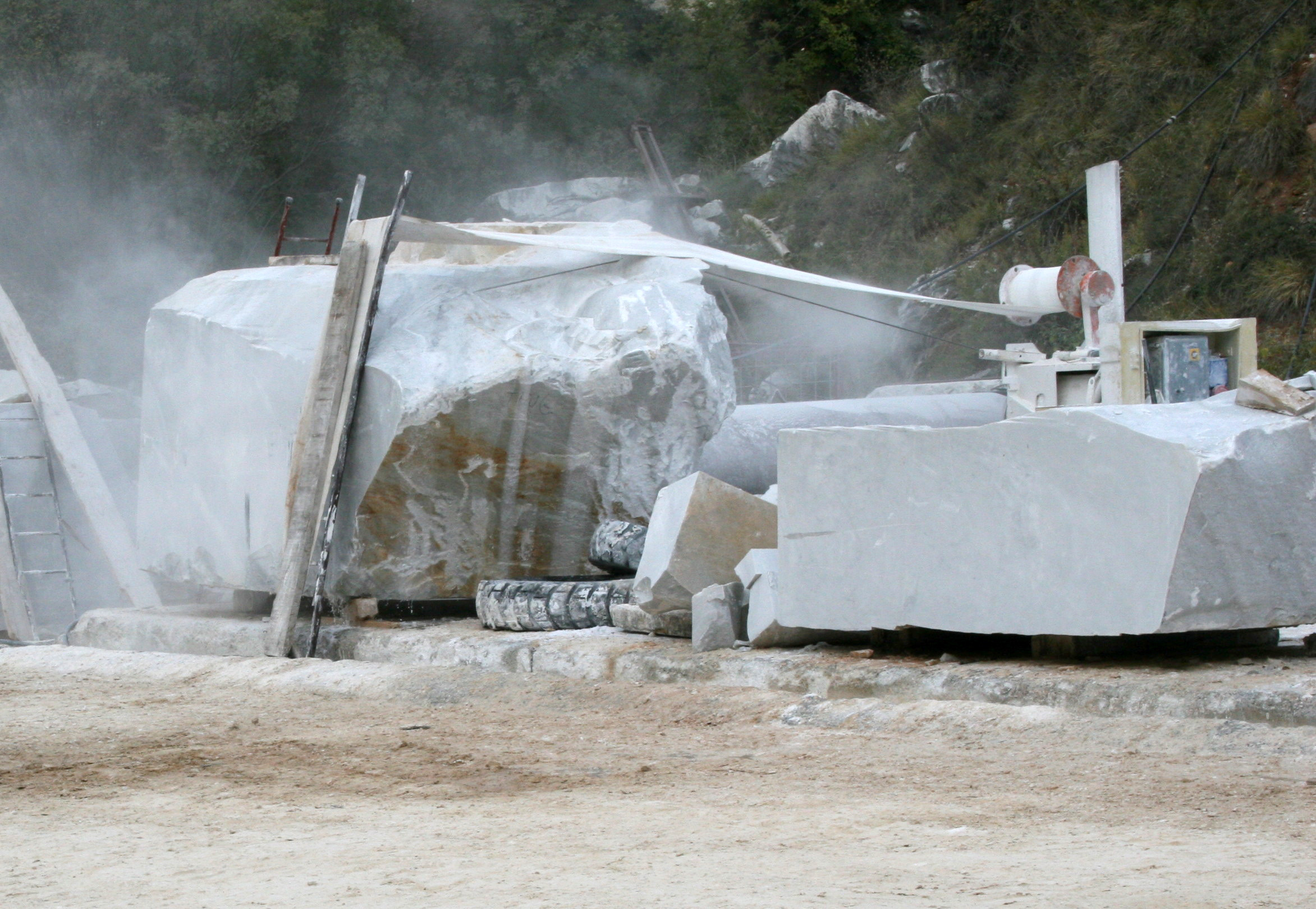
Seilsäge im Einsatz

## Prozessbeschreibung
Bei einer zum Abbau genehmigten Lagerstätte besteht die Prozesskette zunächst aus der Beseitigung meist vorhandener Deckschichten, die als Abraum erhebliche Voraufwendungen erfordern. Danach erfolgt die Gewinnung, meist durch Sprengung oder durch den Einsatz von Seilsägen. Anschließend wird das verwertbare Gestein entsprechend seinem Zweck zur Sägerei oder zur Aufbereitungsanlage transportiert, in der das Aufgabegut mittels Brecher oder Mühlen zerkleinert und über Siebe oder ggf. Sichter klassiert wird. Ein moderner Steinbruch ist ein kapitalintensiver und weitgehend automatisierter Betrieb. Die Endprodukte sind von Ausnahmen abgesehen Baustoffe, die nach ihrer Korngröße unterteilt werden: Brechsand, Splitt, Schotter, Gleisschotter und Wasserbausteine. Als Edelsplitt werden mehrfach gebrochene Splitte bezeichnet, die insbesondere im qualifizierten Asphalt-Straßenbau, aber auch in der Beton- oder Kunststeinproduktion Verwendung finden.
Eine besondere Form des Steinbruchs sind Betriebe zur Gewinnung von marktgerecht geformten Naturwerksteinen wie z. B. Platten oder Pflastersteine. Bei dieser Art des Steinbruchs sind die bekanntesten Gesteine Marmor, Kalkstein, Granit, Quarzit und Schiefer. Idealerweise handelt es sich dabei um Lagerstätten, deren natürliche Gesteinseinheiten bereits entsprechend der gewünschten Form günstig strukturiert sind. Andernfalls müssen die gewünschten Formen durch Sägen oder Spalten hergestellt werden.
Der Aufschluss und Betrieb von Naturwerksteinbrüchen zieht die Beseitigung von prozessbedingtem Abraum nach sich. Abraum entsteht durch Sprengungen und durch das Abtragen mit Radladern. Ein Teil des Abraums kann zum Bau von Rampen im Steinbruch selbst verwendet und ein Teil davon muss für die spätere Rekultivierung zwischengelagert werden. Zahlreiche Betriebe veräußern den Abraum an Schotterwerke, wenn sich das abgebaute Gestein für diesen Zweck eignet. Kleine Rohblöcke, die aufgrund ihrer Größe zunächst nicht für die weitere wirtschaftliche Verwertung interessant sind, werden ebenso auf Abraumhalden gelagert. Marmor-Abraum wird meist von den Steinbruchbetreibern an Marmor-Mühlen weiter veräußert, die damit Marmorpulver herstellen, das vielseitig nachgefragt und verwendet wird, wie zur Herstellung von Zahnpasta, Seife, Scheuermitteln sowie in der Glas- und Papierherstellung oder aber auch für die Herstellung von Marmorkies.
In Deutschland verwendete Naturwerksteine kommen zunehmend nicht mehr aus lokal oder regional nahen Steinbrüchen, auch weil hiesige Gewinnungskosten weit über denen z. B. in Asien liegen. Der Betrieb eines Steinbruchs unterliegt sehr umfassenden behördlichen Genehmigungsverfahren und damit verbundenen weitreichenden Auflagen. Auch die Nutzung des Steinbruchareals nach Beendigung des Gesteinsabbaus ist detailliert geregelt, in der Regel ein Bestandteil des Rahmenbetriebsplans.
In indischen und chinesischen Steinbrüchen beispielsweise werden die Kosten durch andere Arbeitsbedingungen, Sicherheitsvorkehrungen, allgemein menschenunwürdige Unterbringungsformen und auch Kinderarbeit niedrig gehalten.

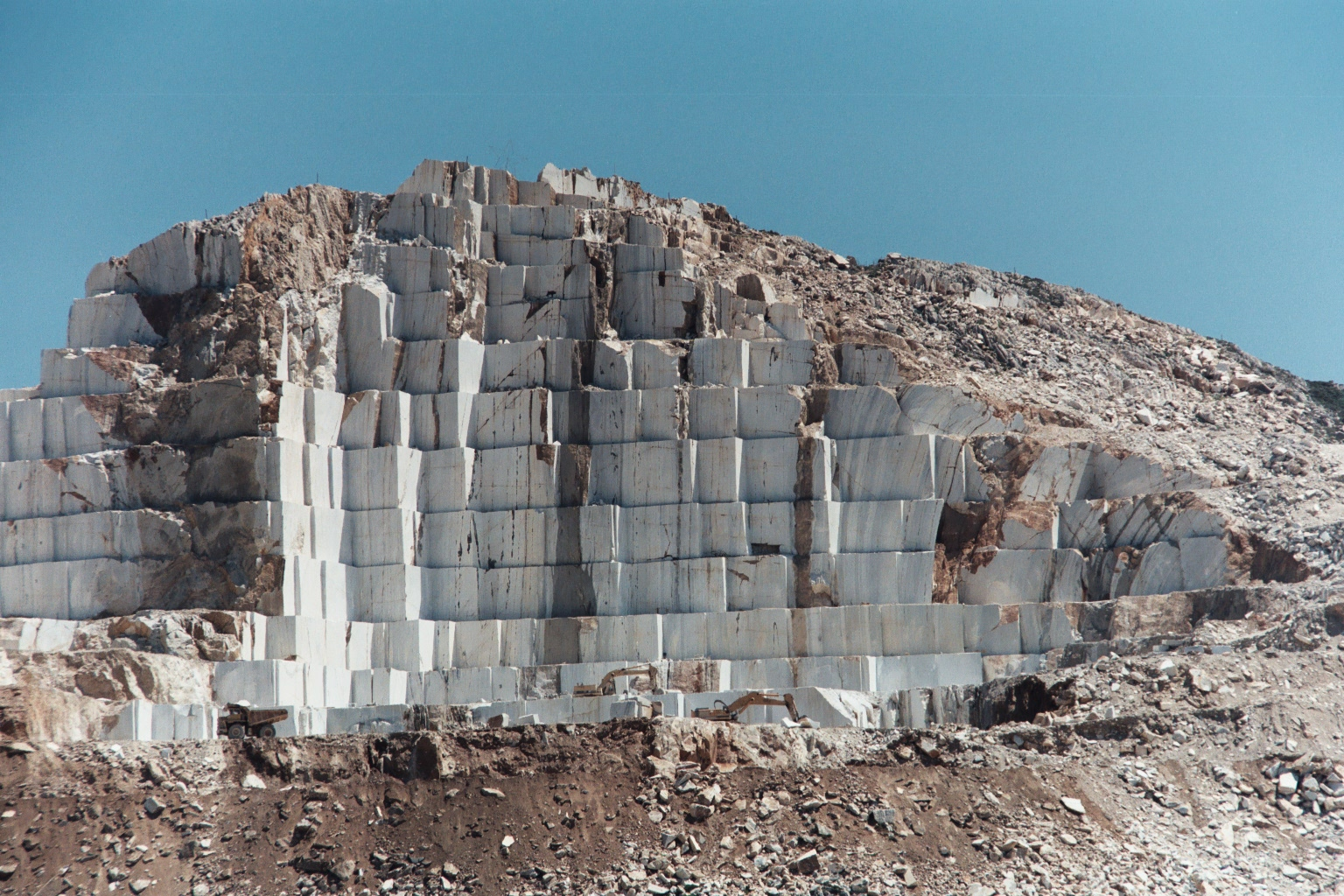
Steinbruch von Naxos-Marmor bei Kinidaros (Griechenland)
Basaltsteinbruch bei Hohenfels-Essingen (Rheinland-Pfalz)
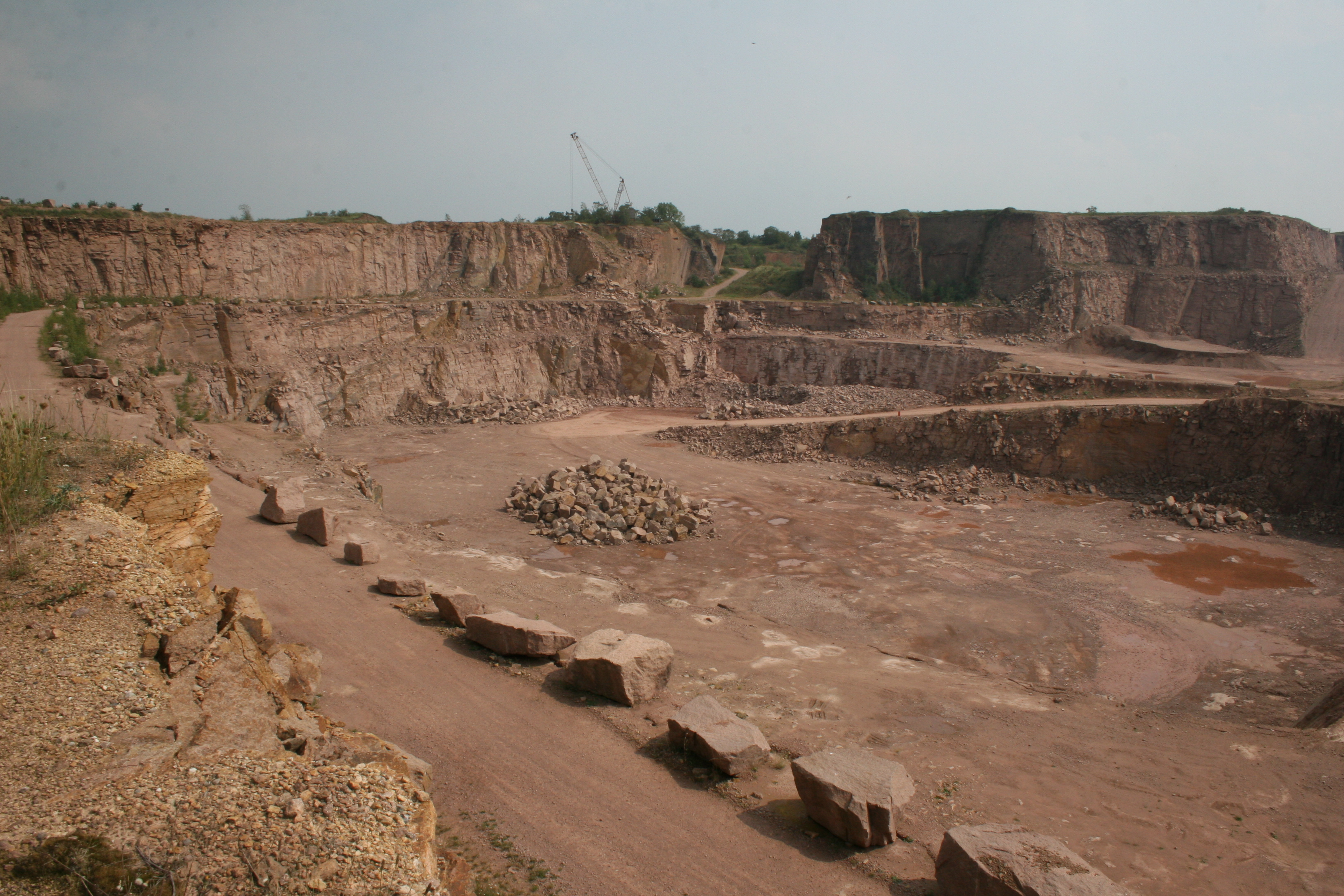
Rhyolith-Steinbruch in Löbejün (Sachsen-Anhalt)
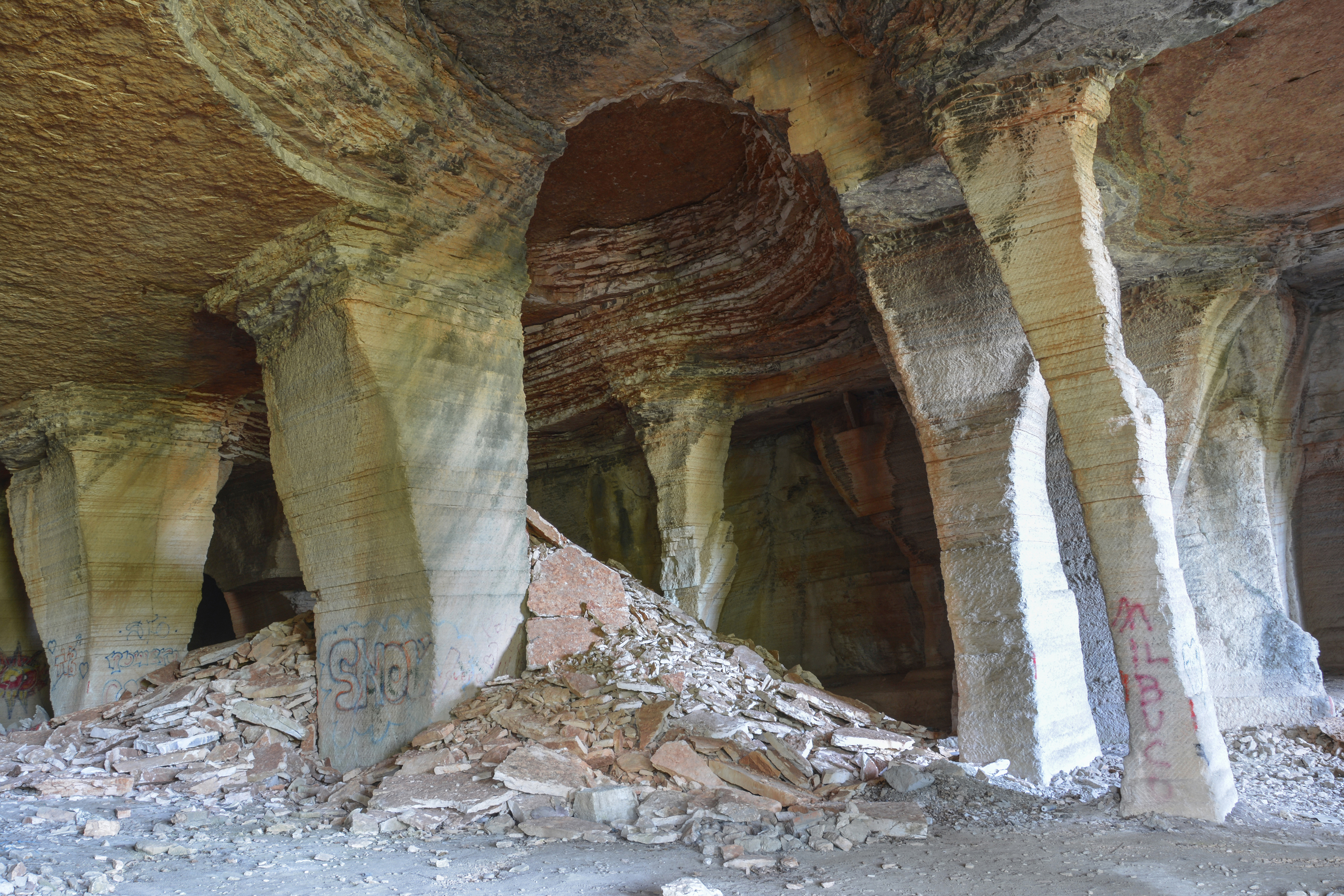
Antiker, unterirdischer Kalksteinbruch (Provinz Verona)
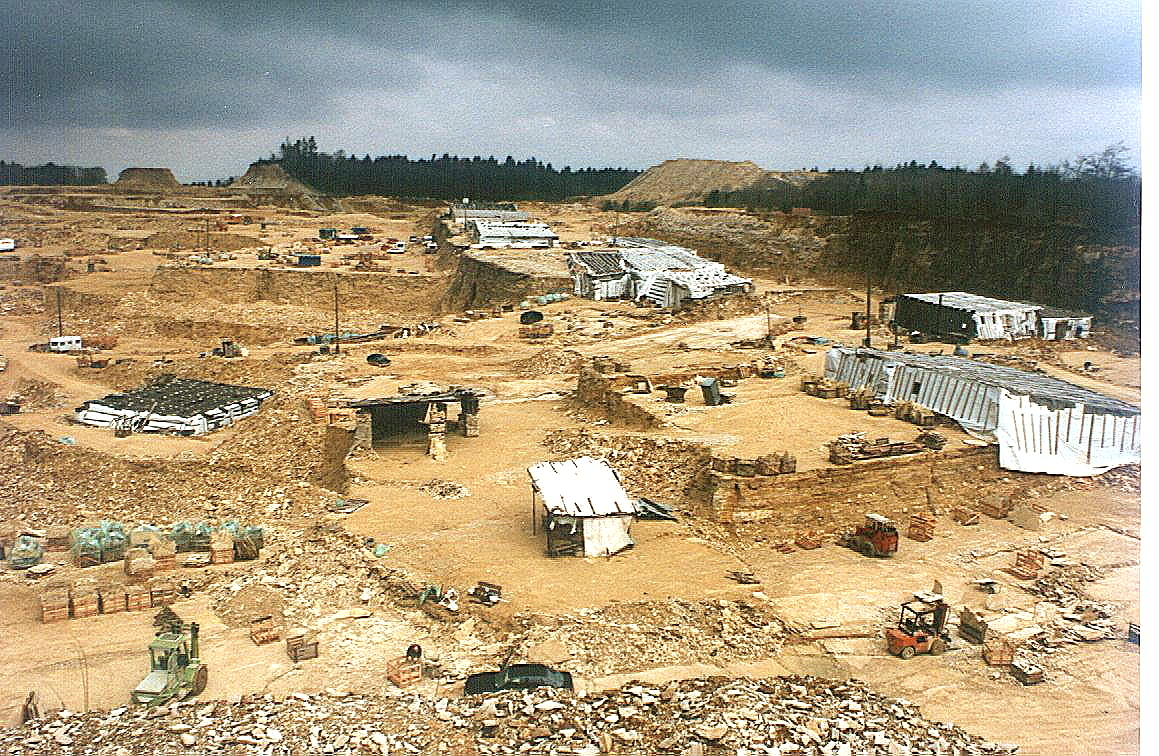
Plattenkalk-Bruch bei Solnhofen (Bayern)
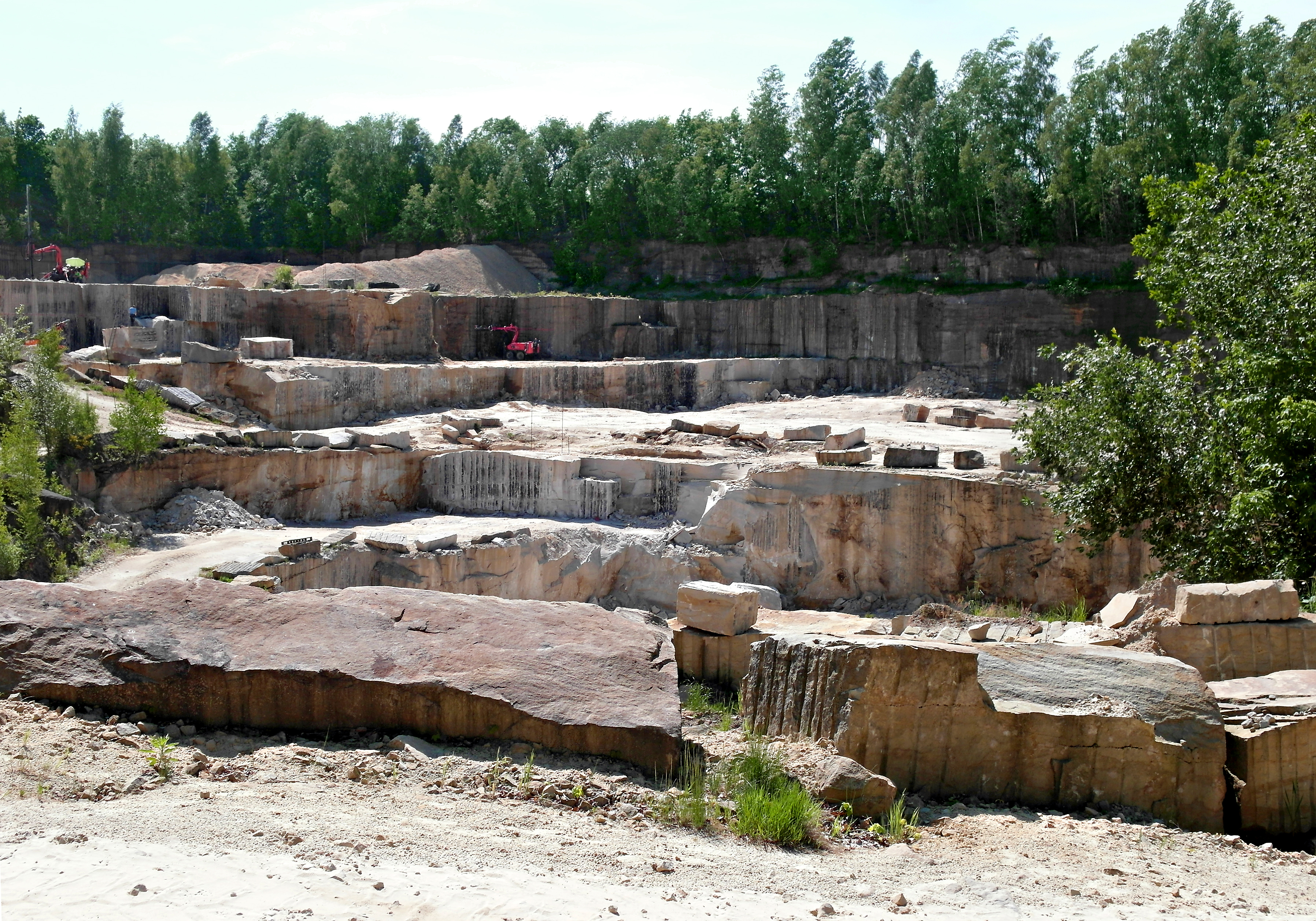
Steinbruch im Elbsandstein bei Lohmen (Sachsen)
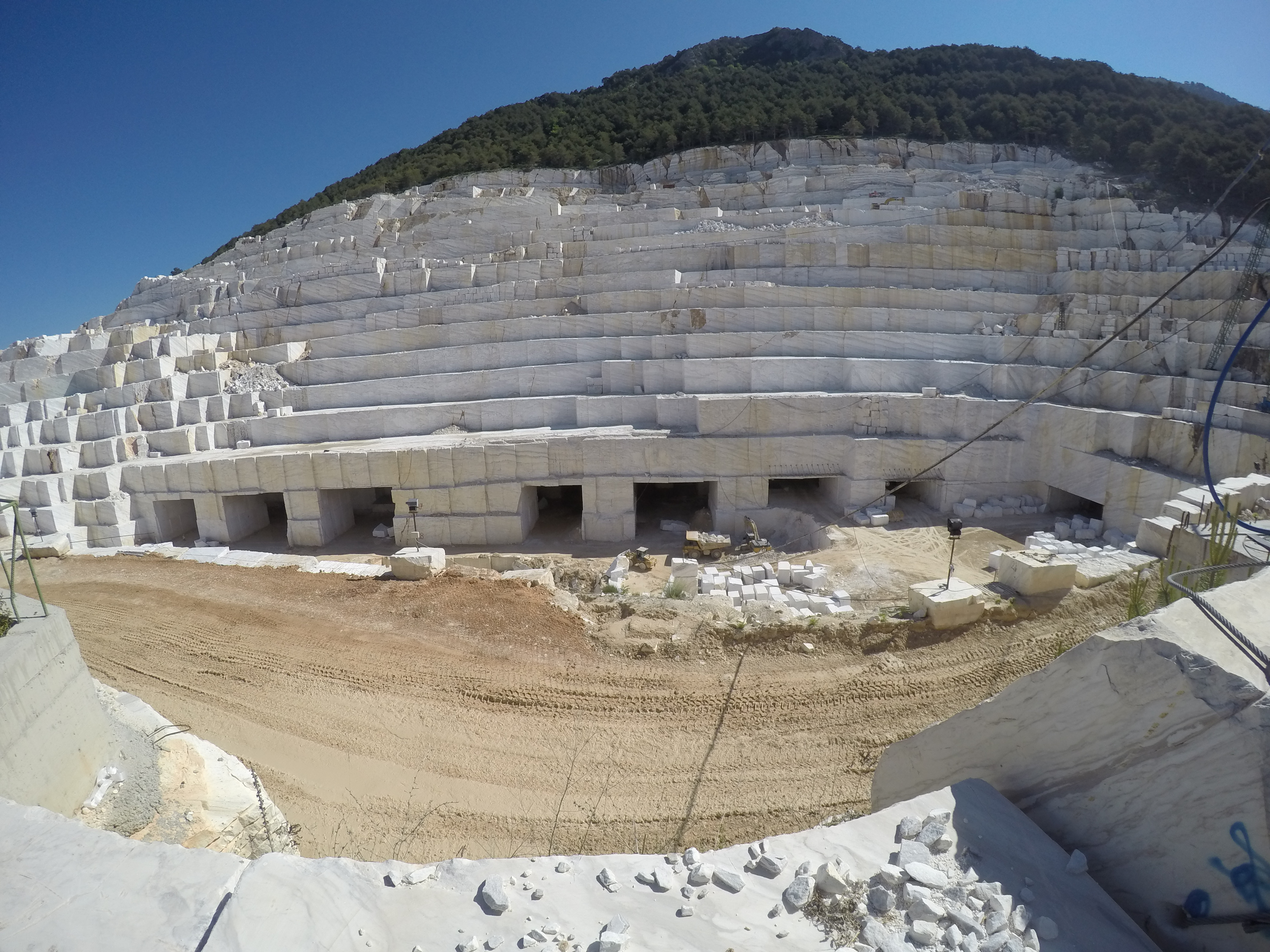
Marmorsteinbruch bei Volakas (Griechenland)
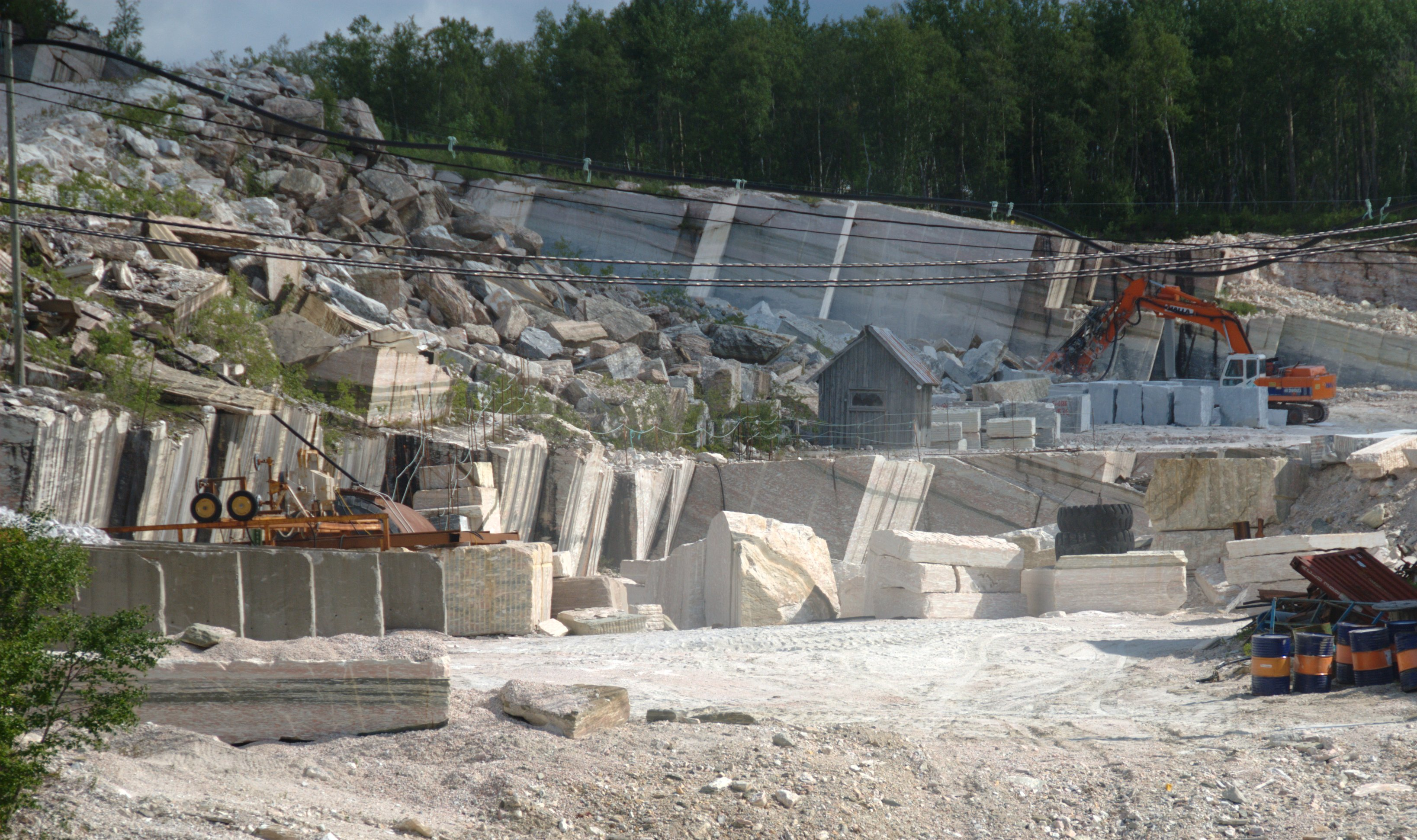
Marmorsteinbruch bei Fauske (Norwegen)

## Transport von Rohsteinen

### Grundsätzliches
Zu unterscheiden ist zwischen dem Transport von Roh- oder Teilblöcken im Steinbruch und außerhalb des Betriebsgeländes, beispielsweise für den Fernhandel.

### Geschichte im deutschsprachigen Raum

Steinschere

Auf den romanischen Baustellen ist der Einsatz von Seilen, Hebeeisen, Steinscheren und Wolf nachgewiesen, daher kann davon ausgegangen werden, dass diese Hebezeuge auch in den romanischen Steinbrüchen eingesetzt wurden. In der Vorromanik wurden Steinbrüche möglichst nah an den Baustellen erschlossen und ausgebeutet, weil der Transport zur Baustelle teuer war. Im Steinbruch wurden die gebrochenen Rohsteine durch Keilen in geforderte oder transportfähige Größen zerteilt und mit Walzen und Hebeeisen bewegt bzw. konnten mit Tragen oder auf Schultern getragen werden. Belegt ist durch historische Zeichnungen, dass die aus dem Gesteinsverbund gebrochenen Rohsteine zum Bau des Kaiserdoms Königslutter aus einer Entfernung von etwa 800 bis 1000 Metern bergab auf Karretten (Schiebekarren) transportiert und erst auf der Baustelle formatiert wurden. Eine weitergehende Vorfertigung von Werksteinen in den Steinbrüchen für die Baustellen entwickelte sich erst am Ende der Romanik zwischen den Jahren 1190 bis 1235.
Mit dem Ende der romanischen Bauweise und dem Aufkommen der Gotik suchten vermehrt Baumeister geeignetes Werksteinmaterial in den Steinbrüchen selbst aus. Die Werkstücke wurden nach ihrem Transport zur Baustelle filigran profiliert und mit aufwändiger Bauzier gestaltet. Mit der Herstellung der Rohsteine waren sogenannte Steinbrecher und Rohbossierer befasst, die überstehendes Material im Steinbruch abschlugen. Erste Rationalisierungen bei der Herstellung der Rohsteine in den Steinbrüchen wurden nach Steinlisten mit einem Bruchzoll angefertigt. Auch weitere Rationalisierungsmaßnahmen wurden getroffen wie ein Steintransport vom Steinbruch über Schrägen bis zum Rhein und der Weitertransport auf Schiffen. Im 16. Jahrhundert wurden zum ersten Mal fertig gearbeitete Werksteine als Komplettsätze von Steinhändlern angeboten und geliefert. Um nicht in Abhängigkeit zu geraten, versuchten die großen Bauhütten und Stadtverwaltungen das Eigentum an den Steinbrüchen in ihre Hände zu bekommen. Sie wurden entweder käuflich erworben oder auf eine bestimmte Zeit vom Eigentümer gepachtet. Ein Steinbruch und die Zufahrtswege wurden durch einen Bruchmeister bewacht, der die Steinbrecher und die Hilfskräfte anleitete. Nicht nur die Zölle waren beträchtlich, sondern die Transportkosten konnten bis zu 20 Prozent der Warenwerte betragen. Die Kirche und die Städte zahlten meist im Tagelohn, im Stücklohn wurden die selbstständigen Handwerker von den Städten entlohnt.
In der Renaissance setzte sich die Gewichtsverringerung wegen der hohen Transportkosten fort. Jetzt wurden die Quader im Steinbruch auf fünf Seiten bearbeitet. Lediglich die Sichtseite wurde auf den Baustellen vor Ort bearbeitet bzw. für den Einbau präzise geformt. Materialbeschaffungen wurden im Voraus geplant und berechnet, das galt auch für die Kosten.
Nach dem Ende des Dreißigjährigen Kriegs setzte sich im deutschsprachigen Raum das Niedrig-Bieterverfahren fort, das sich in der Spätgotik entwickelt hatte. In der Barock- und Rokokozeit wurde zum ersten Mal „schlüsselfertig“ gebaut. Der Steintransport in den Steinbrüchen erfuhr zwar kaum Veränderungen, es sind aber auch verbesserte Hebezeuge wie Flaschenzüge und mobile Krane auf Abbildungen dieser Zeit dokumentiert. Die Bauherren vergaben Aufträge an einen „Generalunternehmer“ und nicht mehr an unterschiedliche Gewerke. Unterschiedliche Werksteinarten wurden je nach Güteanforderungen verbaut und die Anforderungen an das Gesteinsmaterial hinsichtlich der Güte stiegen. So wurden durch die erste Anwendung von Mathematik beispielsweise die Statik und Dicke von Mauerwerksstärken bestimmt. Hitzetests mit Feuer wurden durchgeführt, um die Beständigkeit der Werksteine zu prüfen, sie wurden im Sommer getrocknet, damit sie einem Frostangriff besser widerstanden. Es gab große holländische Stein-Handelsgesellschaften, die das Steinmaterial zu den Baustellen transportierten, was bis zum Ende der Barockzeit geschah.
Mit dem ausgehenden 18. Jahrhundert begann die Industrialisierung und das Bauwesen in der Zeit des Klassizismus und im späteren Historismus stand unter dem Diktum größtmöglicher Ökonomisierung. Zusätzlich flossen Erkenntnisse der Statik, der Baustoffkunde, Festigkeitsprüfung und Baukonstruktion ins Bauwesen ein. Ein breites Spektrum an Bearbeitungsarten stand zur Verfügung und auch ein verstärkter Zugriff auf unterschiedliche Gesteinsarten, die mit Schiffen transportiert wurden, entwickelte sich. Die Bauplanung vollzog sich in Büros, es wurden Steinlisten angelegt, die genaue Maße und Zeichnungen enthielten, Leistungen wurden nach Stückzahl, in Quadrat- und laufenden Metern angegeben und abgerechnet. Die Fertigung der Werkstücke geschah auf Werkplätzen in den Steinbrüchen. Meister schlossen sich zusammen und pachteten Steinbrüche und rechneten untereinander ab. Werksteinarbeit wurde im Akkord an Steinmetze vergeben. Durch verschärfte Konzentration und Zentralisation entwickelte sich eine Steinindustrie, die zunächst aus Meistern bestand, die sich vom Handwerk gelöst hatten und den Impetus von Unternehmern annahmen und Unternehmerverbände gründeten. Naturstein blieb als Baustein zwar weiterhin bedeutsam, aber er wurde durch den Bau von Hüllen industrieller Produktionsstätten mit Stahl und Stahlbeton zurückgedrängt, während die Adeligen und der Geldadel weiterhin den Steinbau bevorzugten. Im Zuge der Industrialisierung wurden die Steinabbaugebiete durch Eisenbahnen erschlossen. Der Steintransport mittels von Pferden und Ochsen gezogenen Karren aus den Steinbrüchen fand nicht mehr bis zur Baustelle statt, sondern nur noch bis zum Verlade-Bahnhof. Auch das änderte sich mit dem Steintransport mit LKWs.
Dampfmaschinen hatten die Steinbruchtechnik nicht beeinflussen können. Dies änderte sich mit der Einführung der Stromerzeugung. Erst nach und nach wurden die Steinbrüche auch zur Energieerzeugung elektrifiziert. In den Steinbrüchen wurden vermehrt lediglich Blöcke für Steinindustriebetriebe gebrochen, die dort mit Gattern aufgeteilt, Steinsägen formatiert und Gelenkarmschleifmaschinen geschliffen wurden. Zu unterscheiden ist zwischen einem Transport von Roh- oder Teilblöcken im Steinbruch und nach außerhalb.

### Transport seit dem 20. Jahrhundert
Im Steinbruch können Hydraulikbagger eingesetzt werden. Diese eignen sich hierfür immer dann, wenn die Rohblöcke geringe Durchschnittsgrößen aufweisen und gut abgesondert werden können. Dabei wird die Schaufel benutzt, um das Gestein aus dem Verband zu lösen und wegzunehmen. Dies lässt sich auch mit Radladern bewerkstelligen. Die Ladeschaufel lässt den Transport von bis zu 3 m³ zu. Wird das Reißen aus dem Gesteinsverband erforderlich, beispielsweise bei Basaltsäulen, sind nur die Hydraulikbagger hierfür geeignet, weil sie mit einem Reißzahn das Gestein lösen können. Gelingt dies nicht, muss gesprengt werden.
Laderaupe und Radlader sind wegen ihrer Wendigkeit und Schnelligkeit in vielen Steinbrüchen im Einsatz. Radladern wird meist der Vorzug gegeben, weil sie besonders dafür geeignet sind, die mit Seilsägen oder Schrämen gelösten Rohblöcke zu transportieren. Sie können sogar die Derrickkrane ersetzen. Die Radlader, die im Steinbruch verwendet werden, haben meist Ladeschaufeln mit einem Volumen von 10 m² und eine Hubkraft von 25 bis 35 Tonnen, um mit einem Gabelvorsatz auch Rohblöcke leicht bewegen zu können. Radlader unterliegen in Steinbrüchen einem hohen Reifenverschleiß. Um diesen zu minimieren, werden sie mit Radketten geschützt.
Bei den Derrickkranen wird unterschieden in dreibeinige und windstabilisierte Derrickkrane und in Goliathkrane. Dreibeinige Derrickrane haben in der Mitte einen senkrecht stehenden Mast und zwei nach hinten stehende Masten. Sie erreichen eine Armlänge von etwa 10 bis 70 Meter und eine Tragkraft von 50 bis maximal 70 Tonnen. Die windstabilisierten Derrickkrane mit den gleichen Eigenschaften haben einen Aktionsradius von 360 Grad und sind fest verankert. Derrickkane sind neuerdings so konstruiert, dass sie nicht fest installiert sind. Goliathkrane sind schienengeführt und können direkt über den Rohblock verfahren werden.
Der Transport von Schüttgut erfolgt mitunter über Förderbänder, sofern dies in den Steinbrüchen anfällt. Diese Fördertechnik scheidet für den Transport von Naturwerksteinen aus.
Der Abtransport von Naturwerkstein aus den Steinbrüchen erfolgt mit LKWs, entweder direkt zu den Verarbeitungsbetrieben oder als Exportgut weiter zu Verladehäfen.

### Transport-Sonderformen
Ende des 19. Jahrhunderts entstanden erste Marmorbahnen, die den Steintransport aus den Steinbrüchen direkt mit Dampflokomotiven ermöglichten. Eine der ersten und längsten war die Marmifera (Marmorbahn) in den Bergen Carraras, die von Colonnata, der höchstgelegenen Station, über Carrara bis zum Hafen von Marina di Carrara mit einer gesamten Länge von etwa 20 Kilometern führte. Die Carrara-Marmorbahn mit normaler Spurweite entstand in den Jahren von 1876 bis 1880, überwand eine Steigung von 450 Meter und führte über 16 Brücken und 15 Galerien. Sie ersetzte teilweise die eingesetzten Traktoren, die Dampf angetrieben waren. Diese Traktoren, die Stümper genannt wurden, waren bis zu vier Meter hoch und zogen mit geringer Geschwindigkeit vierräderige Marmorkarren hinter sich hier, die sowohl aus Holz und Eisen bestanden. Neben den Marmorbahnen und Stümpern tauchten in jener Zeit bereits erste Dieseltraktoren auf und ab den 1920er Jahren kamen erste LKWs in die Berge. Die Marmorbahn musste 1964 schließen, weil sie im Kosten-Wettbewerb mit den LKW-Transporten auf einem Netz gewundener Straßen unterlag. Von der Carrara-Marmorbahn zeugen heute nur noch steinerne Brücken.
Die Laaser Marmorbahn verfolgt ein anderes Konzept und beschickt drei Transportstrecken. Auf der Verladestation des Steinbruchs, in dem einer Höhe zwischen 1500 und 2250 Meter Rohblöcke abgebaut werden, erfolgt die Verladung der Rohblöcke auf Waggons, die auf Gleisschienen geführt und von einer dieselgetriebenen Lokomotive bis zum Schrägaufzug gezogen werden. Der Schrägaufzug nimmt die Waggons einzeln auf und transportiert sie ins Tal, wo sie wiederum von Diesellokomotiven zu den steinverarbeitenden Betrieben gezogen werden.
Der weiter oben erwähnte elektrisch betriebener Schrägaufzug für den Laaser und Göflaner Marmor wurde von der Leipziger Firma Adolf Bleichert im Jahr 1929 aufgebaut. Der Aufzug mit einer Tragfähigkeit von 40 Tonnen ist in der Lage einen Höhenunterschied von 500 Meter zu überwinden, ist mittlerweil denkmalgeschützt und wird bis zum heutigen Tag (2021) als ein Teil der Laaser Marmorbahn zum Rohblocktransport bis ins Tal genutzt.Lage
Bei der Lizzatura, die seit der Antike bekannt ist, handelt sich um eine Art durch Seile gesicherten Schlittentransport für Rohblöcke auf Holzbohlen oder auf sogenannten Schleifbäumen. Dabei wurden große und schwere Rohblöcke oder auch mehrere Rohblöcke aus Steinbrüchen in Hanglage ins Tal transportiert. Beim Transport auf der Ebene wurde Seife zur Minimierung des Reibungswiderstands verwendet. Derartige Transporte sind aus der Vergangenheit für Laaser Onyx, Laaser Kalkstein und Laaser Marmor im damaligen Österreich-Ungarn bekannt. Diese Methode war in dem steilen Hang-Steinbrüchen im Abbaugebiet des Carrara-Marmors lange Zeit üblich, heute wird die Lizzatura lediglich zur Erinnerung noch jährlich ein Mal durchgeführt. Der Mussolini-Obelisk mit einem Gewicht von etwa 300 Tonnen war der größte je stattgefundene Lizzatura-Steintransport.
Eine weitere seltene, historische Besonderheit, soll noch Erwähnung finden, war ein Seilaufzug zum Abtransport von Rohblöcken aus den Apuanische Alpen bei Carrara, der Rohblöcke mit einem Gewicht von 20 Tonnen in die Talstation erlaubte. Diese Seilbahn wurde 1907 aufgebaut und nach dem Zweiten Weltkrieg geschlossen.

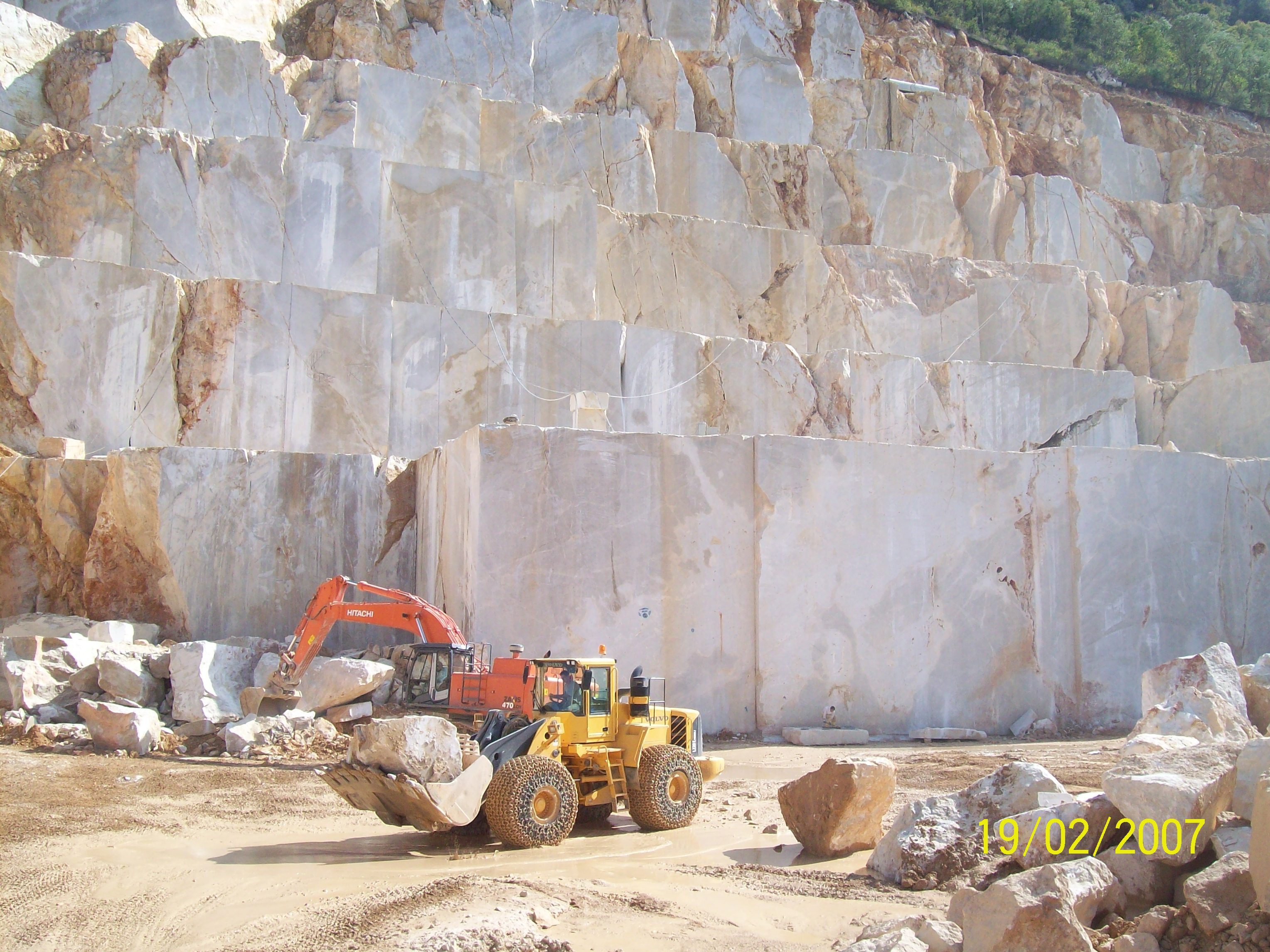
Radlader im Steinbruch beim Transport eines Rohblocks, durch Ketten geschützte Räder
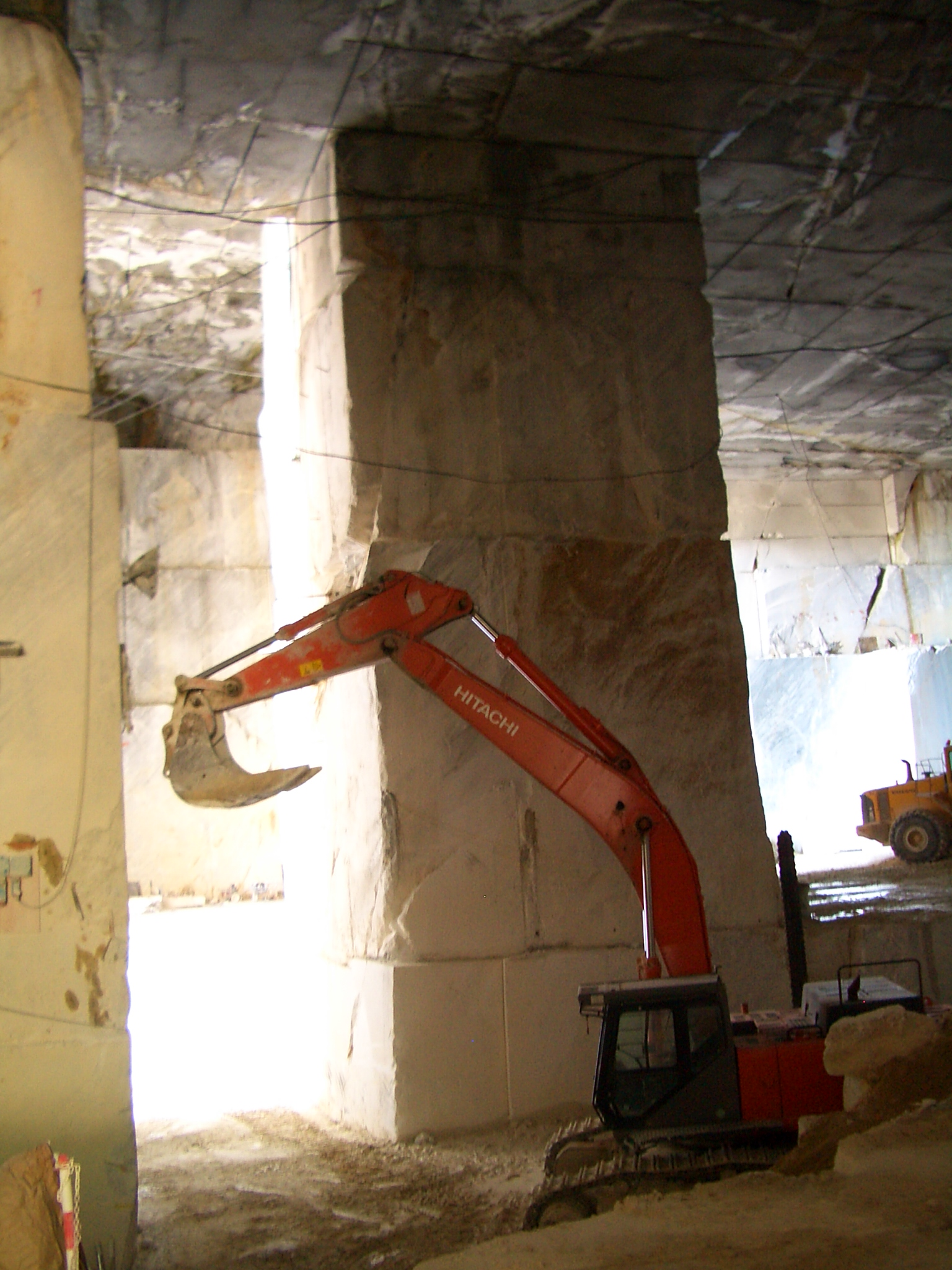
Raupenfahrzeug in einem unterirdischen Steinbruch bei Carrara
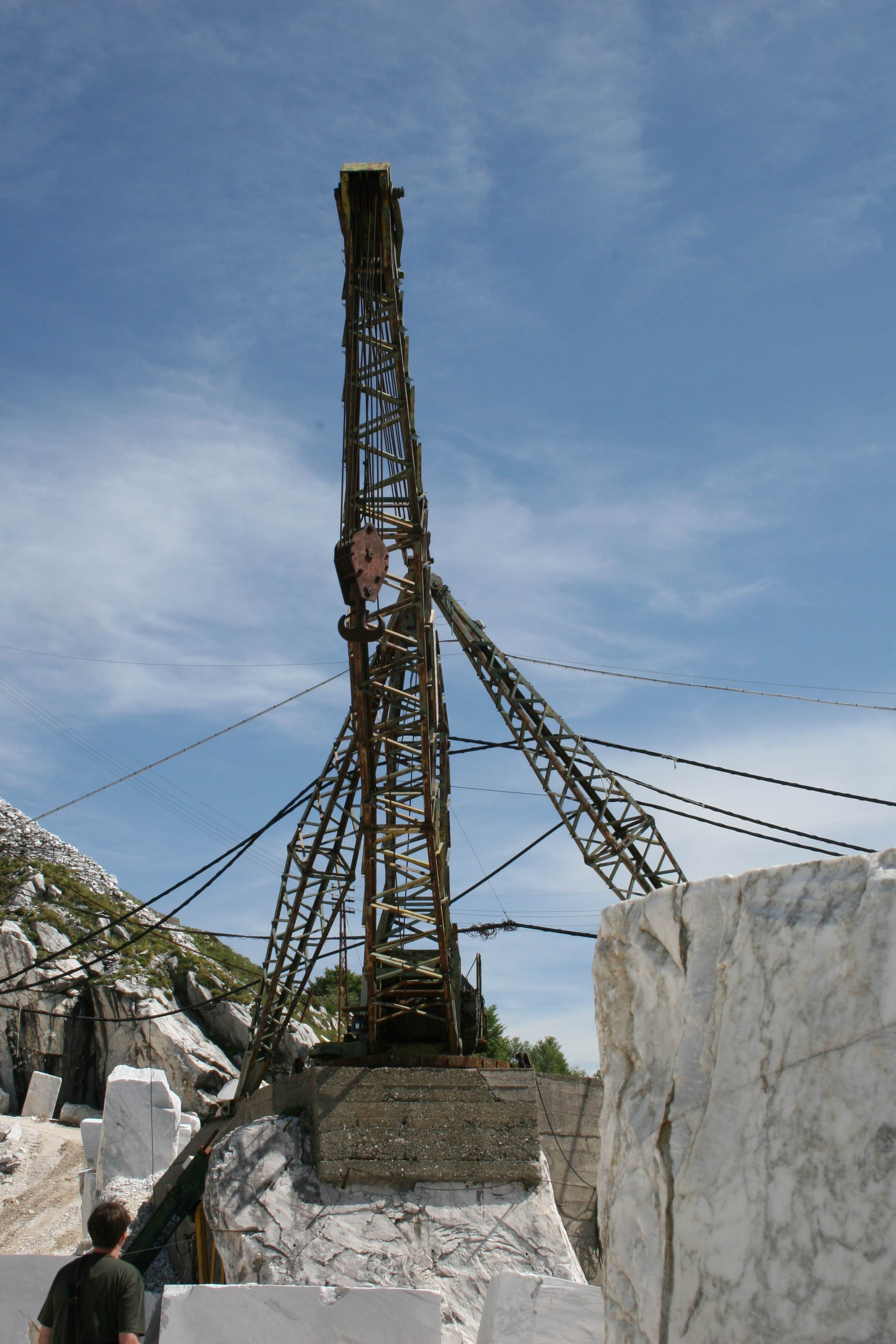
Stillgelegter Derrickkran in einem italienischen Steinbruch bei Seravezza
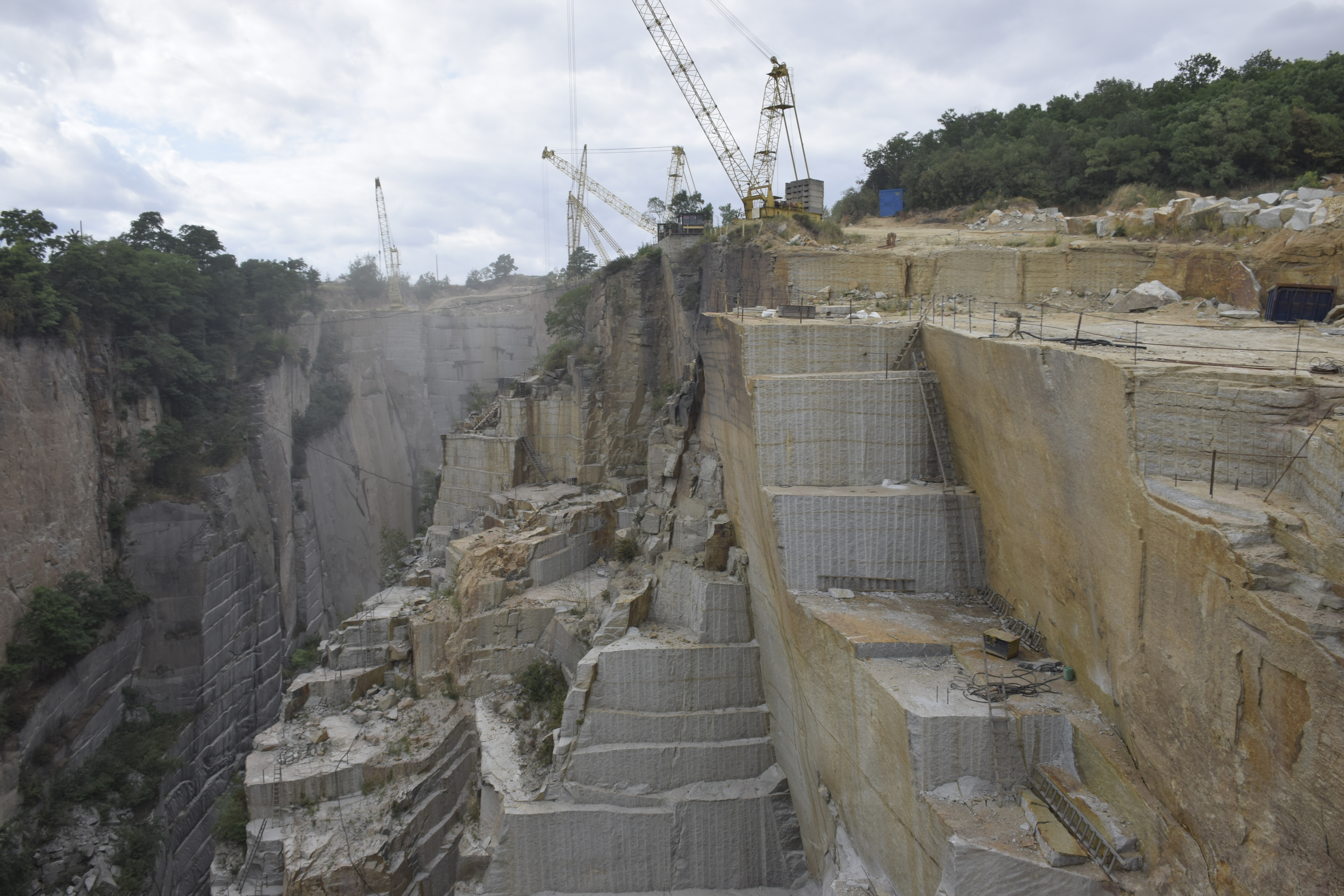
Derrickkräne zum Heben der Granitblöcke in Doly Borów (Polen)
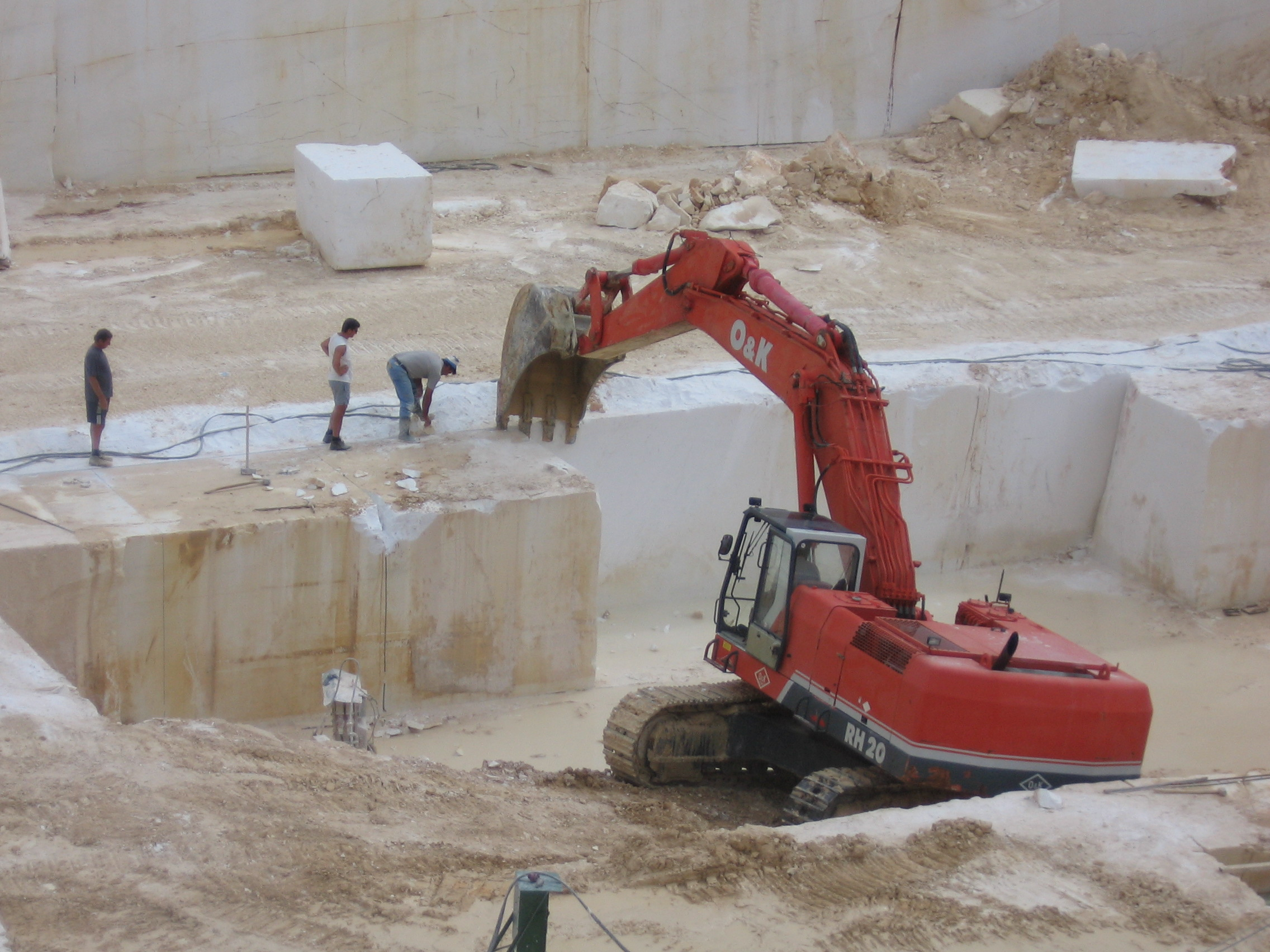
Bagger zieht Rohblock von der Wand
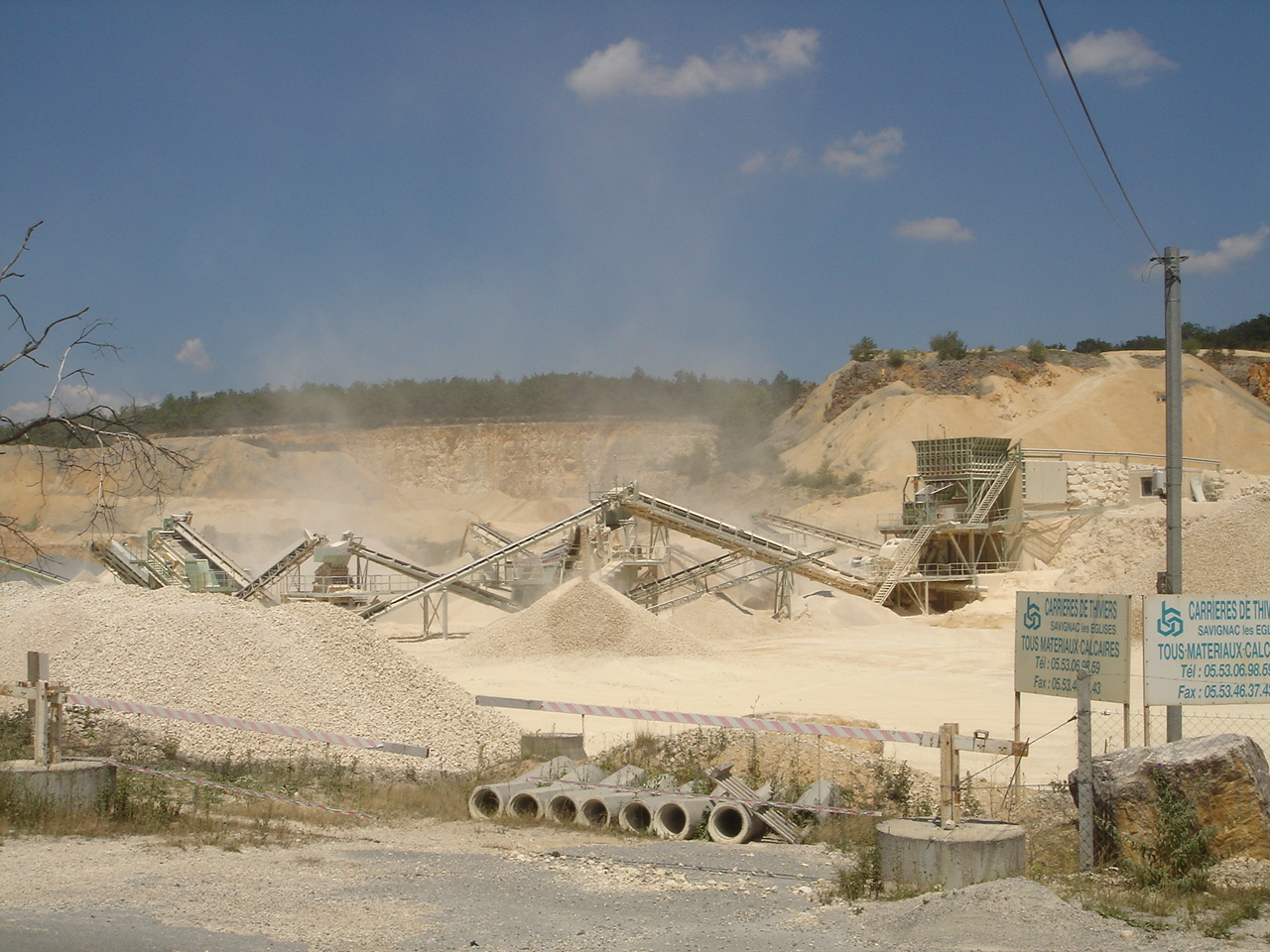
Bandförderanlagen bei Savignac-les-Églises
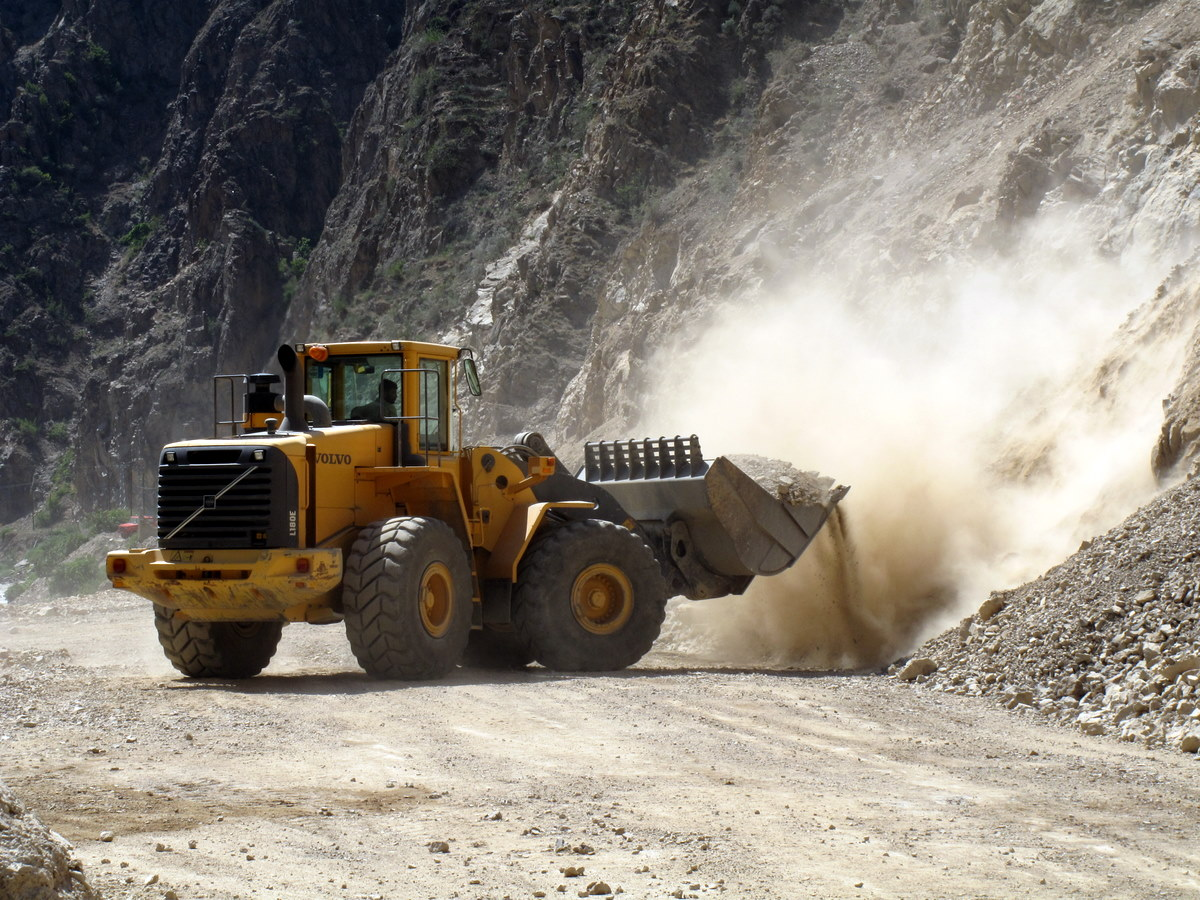
Aufnahme von Abraum durch einen Radlader (Türkei)
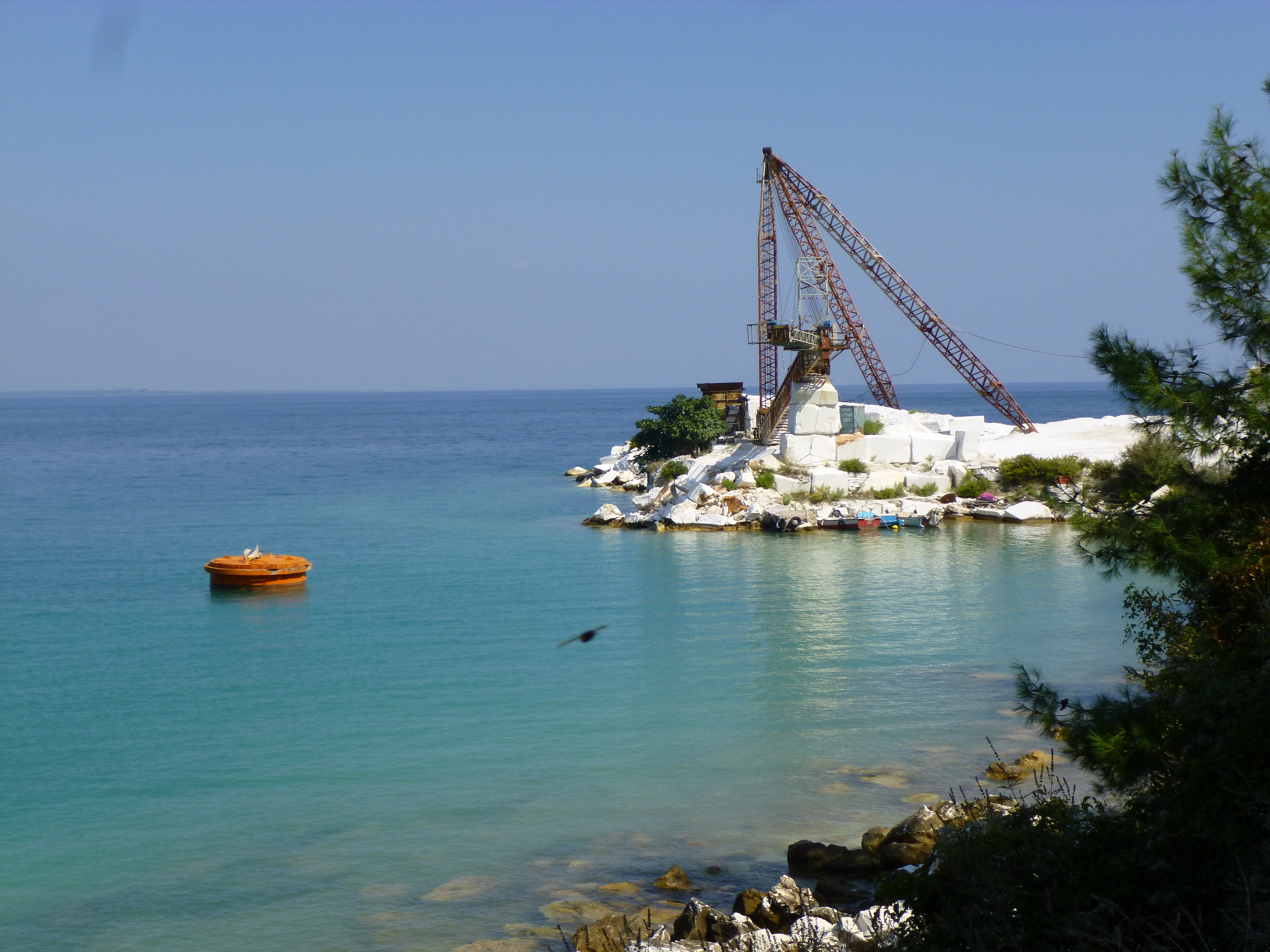
Blockverladestation auf Thasos für Transportschiffe mit Derrickkran
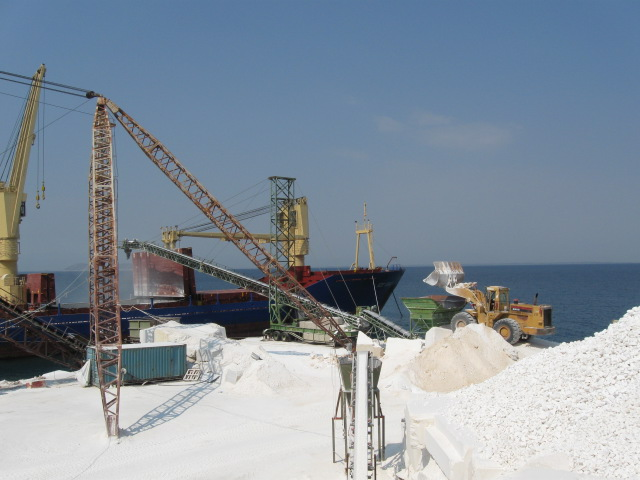
Marmorsplittverladung auf Thasos für den Seetransport
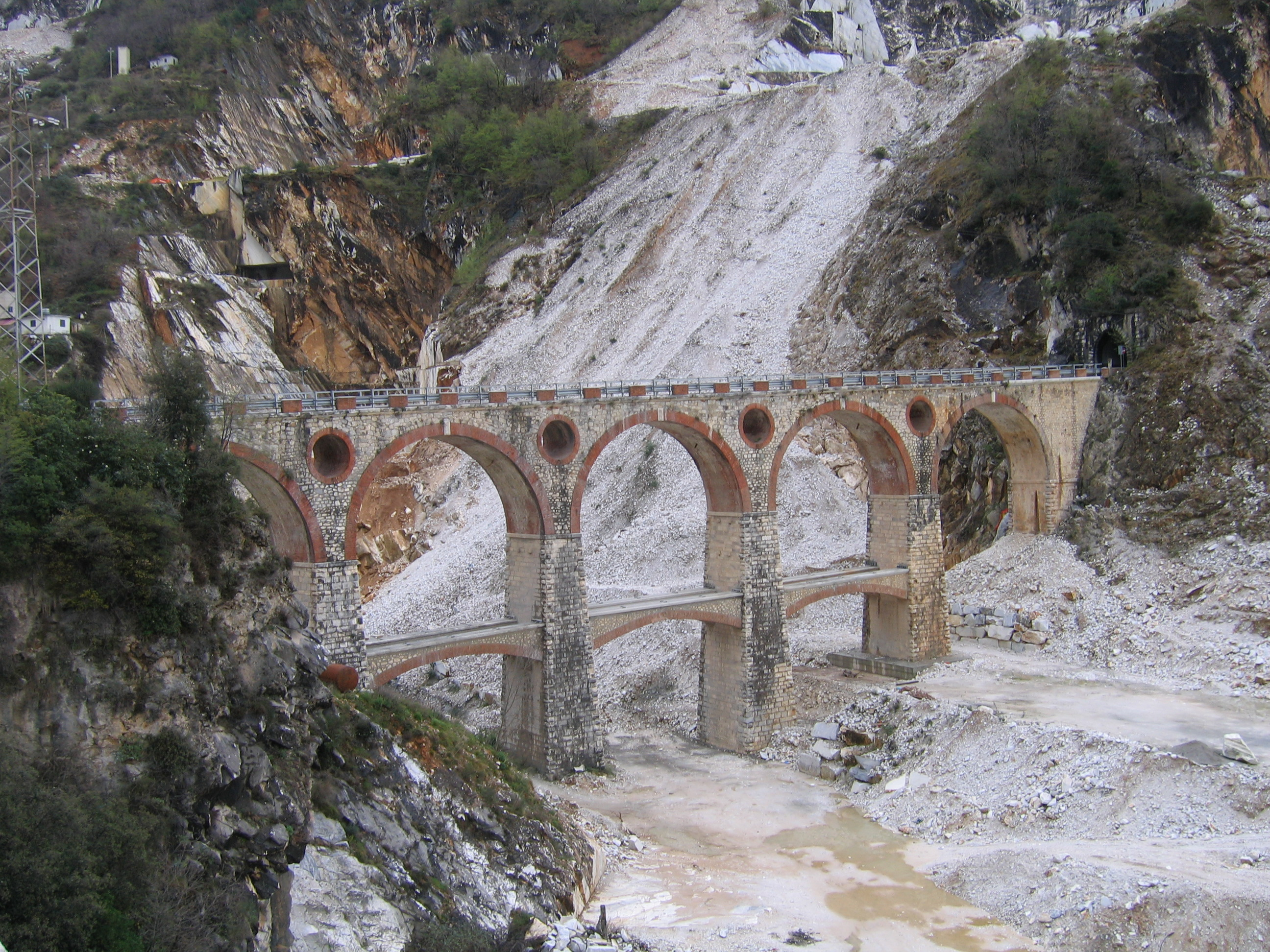
Brücke der Carrara-Marmorbahn über den Fluss Vara
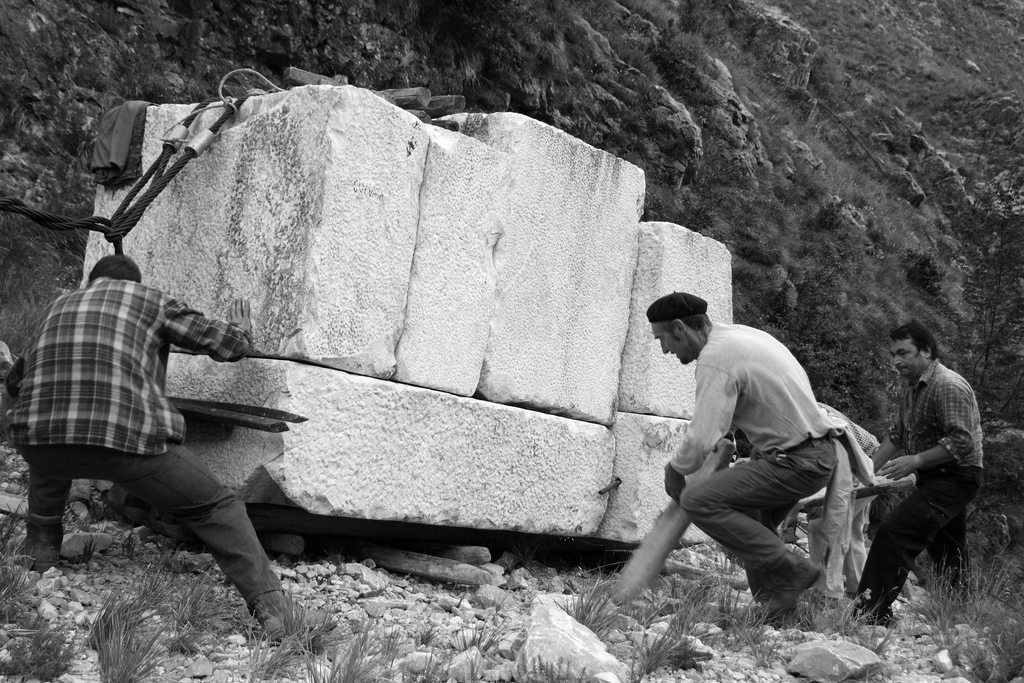
Lizzatura-Transport in Italien (2009)
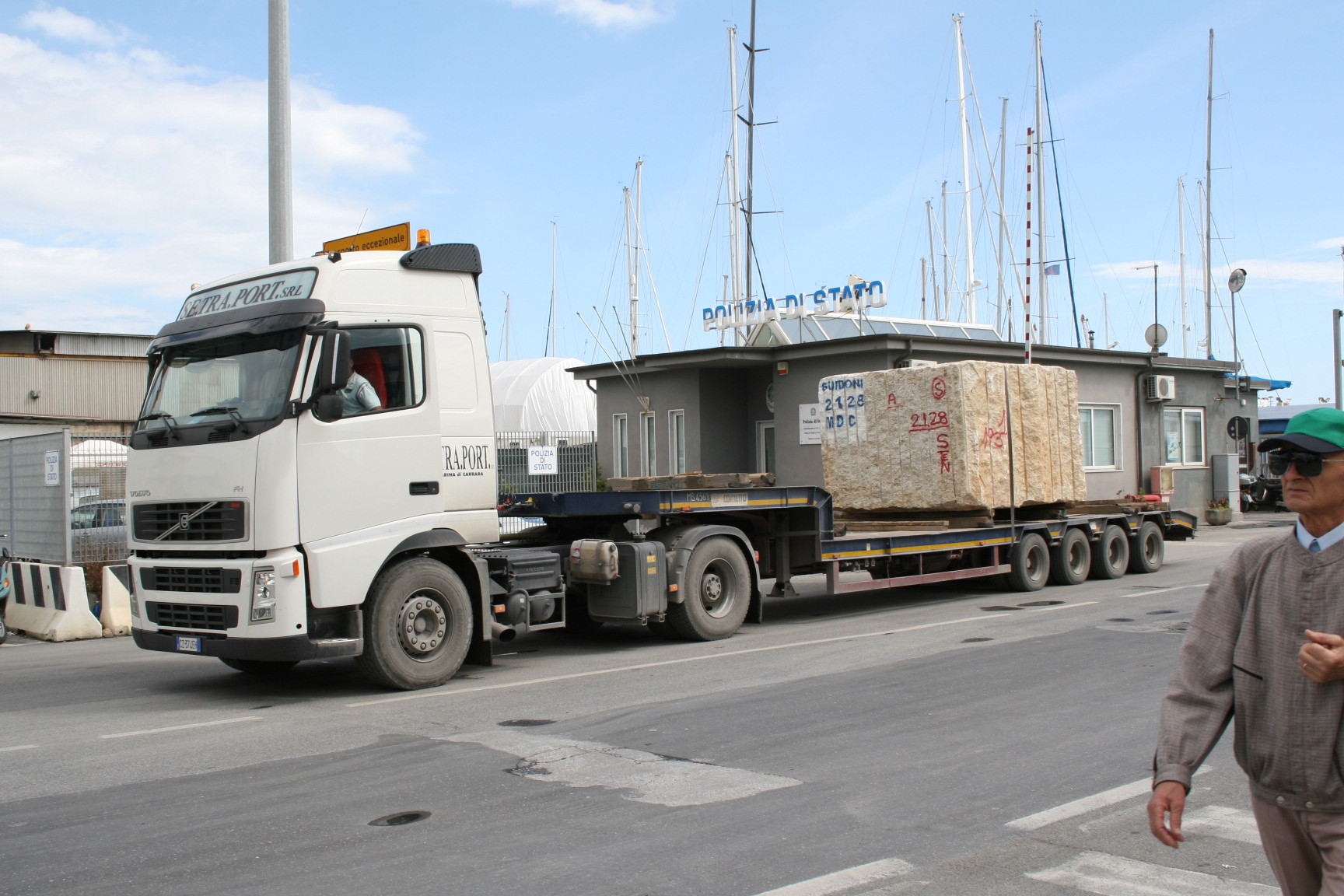
Rohblocktransport mit LKW

## Steinbrüche als Bestandteile von Kulturlandschaften
In den Landschaften der Alpen und den von ihr nördlich gelegenen Gebieten, besonders in den von Mittelgebirgen gekennzeichneten Regionen, hat sich in den vergangenen rund 2000 Jahren eine intensive Nutzung von Natursteinlagerstätten ergeben. Die Entwicklung von Siedlungen und städtischen Zentren haben in historischen Zeiträumen einen hohen Bedarf an witterungsbeständigen Baustoffen erzeugt und wären ohne Gesteinsnutzungen nicht denkbar gewesen. Deren Einsatz ist stets von regional-kulturellen, geologischen und klimatischen Rahmenbedingungen bestimmt worden und bildet heute eine Kernsubstanz des architektonisch-kulturellen Erbes. Dieses Erbe besteht nicht nur aus dem Gesteinsmaterial allein, sondern kommt ebenso in den architektonischen, handwerklichen und künstlerischen Belegen jeglicher Art zum Ausdruck. Vollzieht sich eine Stilllegung von Steinbrüchen, ergibt sich daraus folglich eine andersartige Weiternutzung (geplante oder faktische Renaturierung sowie anthropogene Vorhaben). Allerdings kann sich zu einem späteren Zeitpunkt die partielle Reaktivierung seiner ursprünglichen Funktion zwingend herausstellen. Eine solche Handlungsperspektive ergibt sich in den meisten Fällen aus Gesichtspunkten des landschaftstypischen Bauens bzw. der denkmalgerechten Sanierung von geschützten Bauwerken oder kulturell bedeutsamen und daher ebenso schützenswerten Sachgesamtheiten (z. B. nach städtebaulichen Erhaltungssatzungen).
Im Kontext solcher Fragestellungen kam es zu einer Veränderung überkommener Sichtweisen. Der regionale Charakter von Bauweisen tritt in das Blickfeld von Nachhaltigkeitsüberlegungen bei der Pflege von Landschafts- und Ortsbildern. Eine erneute Erschließung historisch signifikant genutzter Steinbrüche trifft auf ein reges Interesse in der Baudenkmalpflege und liegt wieder im Blickfeld mancher Landesbehörden. In diesen Zusammenhängen kam es zu Forschungsprojekten.
Bei der Sanierung und Restaurierung von Denkmalobjekten wird primär der Erhalt der materiellen Bausubstanz angestrebt. Jedoch können einzelne Bauwerksbereiche aus Naturwerkstein so stark degradiert sein, dass ein Austausch betroffener Teile unumgänglich ist. Dabei stellt sich die Frage, mit welchem Gestein das nicht mehr erhaltungsfähige Volumen ersetzt werden soll und kann. Im Idealfall ist die Entscheidung zugunsten desselben Werksteins zu treffen. Sollte jedoch kein aktiver Steinbruch mehr in diesem Gestein existieren, gelangen geborgenes Lagermaterial aus Abrissvorhaben, Restbestände auf Werkhöfen oder andere Werksteinsorten in das Blickfeld der Entscheidungen. Grundsätzlich sind Ergänzungen vorzugsweise aus dem gleichen Material vorzunehmen. Dafür sprechen nicht nur die berechtigten architektonischen, ästhetischen und kulturgeschichtlichen Argumente, sondern auch bauphysikalische Kennwerte, wie Dehnungsverhalten, Wasseraufnahmefähigkeit in Verbindung mit den ähnlichen/gleichen Porensystemverhältnissen sowie mineralogisch-chemische Aspekte (siehe einschlägige Normen des CEN). Die Beachtung des bauphysikalischen Verhaltens von Ersatzstücken ist für eine denkmalgerechte und langfristig erfolgreiche Maßnahme von außerordentlich hoher Bedeutung. Das gilt sowohl für adäquate Austauschgesteine als auch für die lagegerechte (Lagebeziehung im Sinne von Raumorientierung des Werkstücks nach den Lagerstättenverhältnissen) Verwendung gleicher Naturwerksteine. Diese Erfordernisse des Denkmalschutzes finden zunächst Grenzen durch die nicht mehr vorhandenen rechtlichen Genehmigungen, die grundsätzlich erneut erwogen werden können. Ferner auch in mangelnder allgemeiner Akzeptanz nach dem Prinzip NIMBY („not in my backyard“) auf der Basis geringer Verbreitung stichhaltiger Kenntnisse über Gesteine, ihre Gewinnung und Verwendung. Ungeachtet dieser neu zu überdenkenden Regelungsbedarfe gibt es aktuelle, als gelungen angesehene Beispiele für die Reaktivierung lokaler Werksteinlagerstätten, so das Ergänzungsgebäude am Hambacher Schloss und einige Restaurierungsvorhaben von Denkmalobjekten in Baden-Württemberg oder Thüringen.

## Umnutzung und denkmalgeschützte Steinbrüche

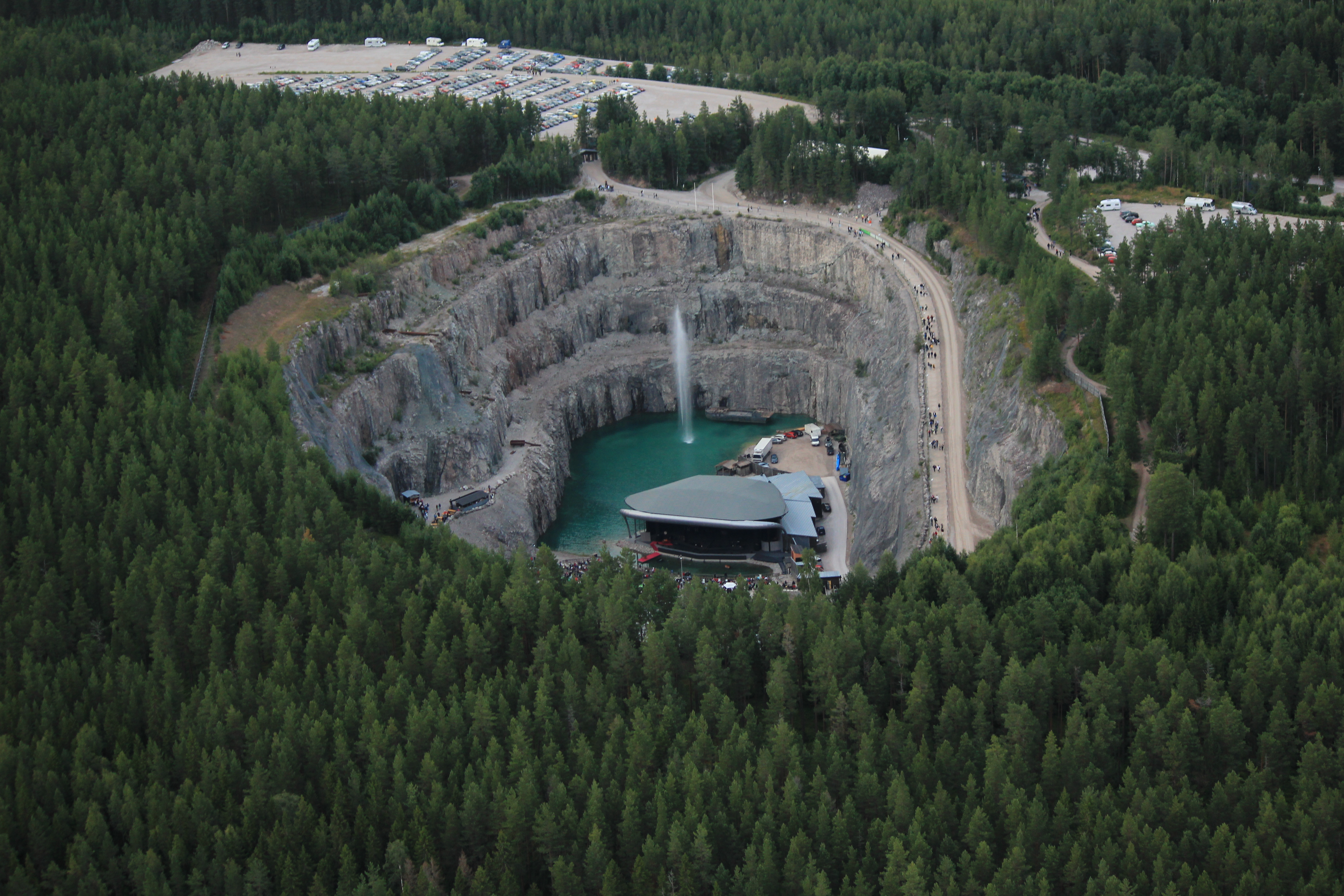
Freilichtbühne Dalhalla in einem aufgelassenen Kalksteinbruch

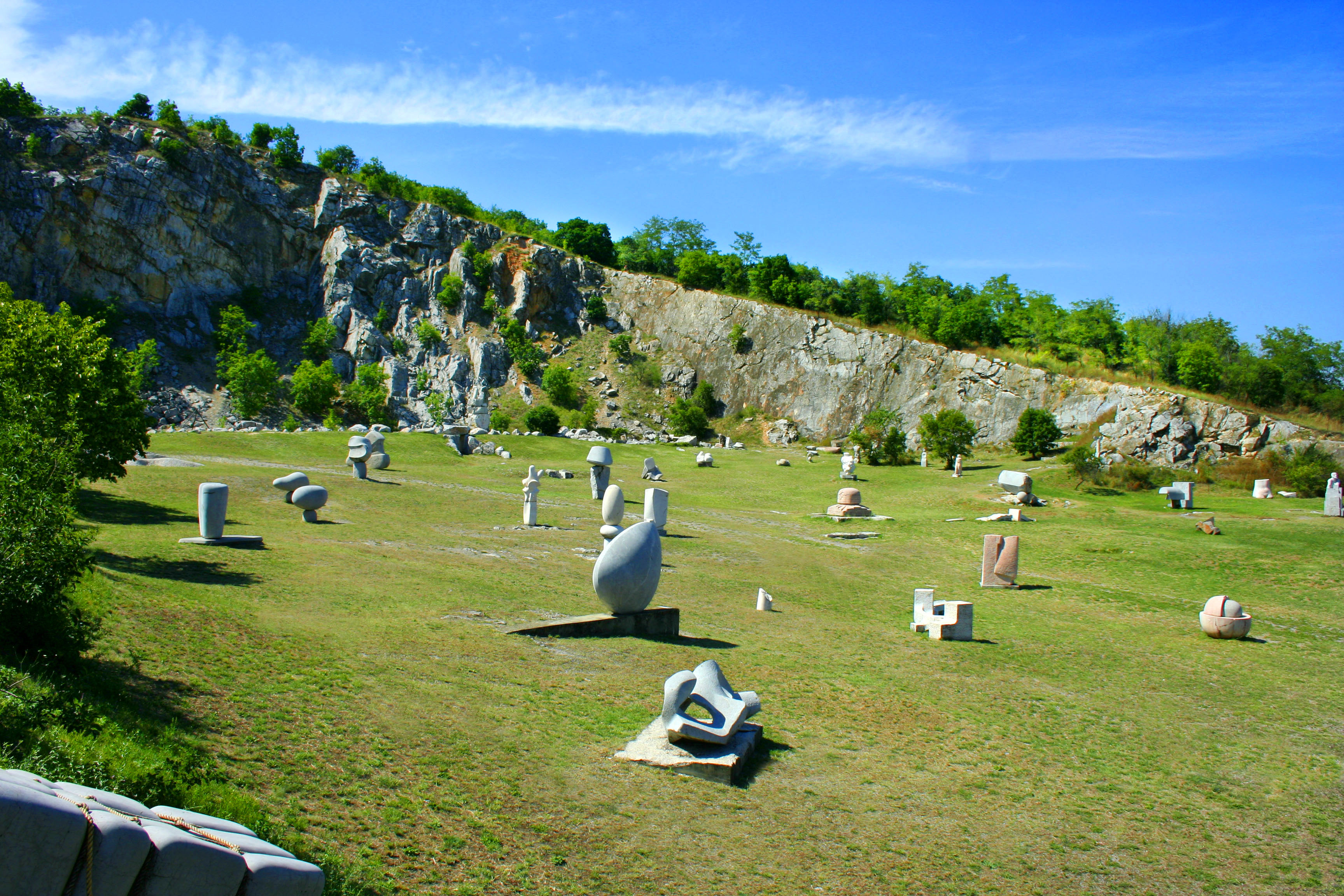
Skulpturen in einem aufgelassenen Steinbruch bei Villány

Es gibt durchaus auch kulturelle Nutzungen von aufgelassenen Steinbrüchen, wie beispielsweise durch den Einbau von Freilichtbühnen oder durch Open-Air-Vorstellungen. Bekannt sind die Oper im Steinbruch St. Margarethen in Österreich sowie die Theater-, Konzert- und Opernvorstellungen in Schweden bei Rättvik auf der dafür geschaffenen Freilichtbühne Dalhalla.
Einen nicht unerheblichen kulturellen Beitrag bilden die Bildhauersymposien, die ihren Ausgangspunkt im Jahr 1959 im Bildhauersymposion St. Margarethen nahmen und sich europaweit verbreiteten. In diesen Symposien schufen Steinbildhauer große Skulpturen aus dem Gestein des jeweiligen Steinbruchs, wie im Bildhauersymposion Villány, und kommunizierten vor Ort ihre Vorstellungen und Pläne. Die Bildhauer präsentierten nicht nur ihre Arbeiten, sondern ermöglichten Steinbruchbesuchern die Teilnahme an literarischen und musikalischen Veranstaltungen in der Dauer der Symposien. Zahlreiche Symposien fanden im jährlichen Wechsel statt und wurden zum Teil durch den Verkauf von Skulpturen finanziert.
Mit dem Gesteinsabbau haben Menschen in den Naturraum und in die Morphologie des Geländes eingegriffen. Diese Stätten wurden nach dem Ende des Abbaus meist der Natur überlassen. Die verbliebenen Hinterlassenschaften können durchaus neue Blickwinkel auf die vergangene Tätigkeit eröffnen. In kulturell interessanten Fällen wurden Steinbrüche mit Abraumhalden sowie verbliebene Anlagen unter Denkmalschutz gestellt oder sind zu einem Freilichtmuseum umgewandelt worden.
In einigen Fällen sind in heutigen und ehemaligen Steinbruchgebieten Steinmetz- und Steinhauermuseen oder in den Steinbrüchen selbst entstanden, die die lokale Geschichte des Steinabbaus und die Erinnerung an die damals herrschenden sozialen Verhältnisse bewahren. Beispiele dafür sind das Granitmuseum Bayerischer Wald bei den Steinbrüchen des Hauzenberger Granits, die Königshainer Steinbrüche mit dem Granitmuseum in der Nähe von Görlitz, der Steinbruch Unica A in Villmar in Deutschland, das Steinmetzmuseum Kaisersteinbruch in Bruckneudorf in Österreich, das National Slate Museum am Dinorwic-Steinbruch in Wales oder die Cava romana in Aurisina.

## Wert von Steinbrüchen nach Abbauende

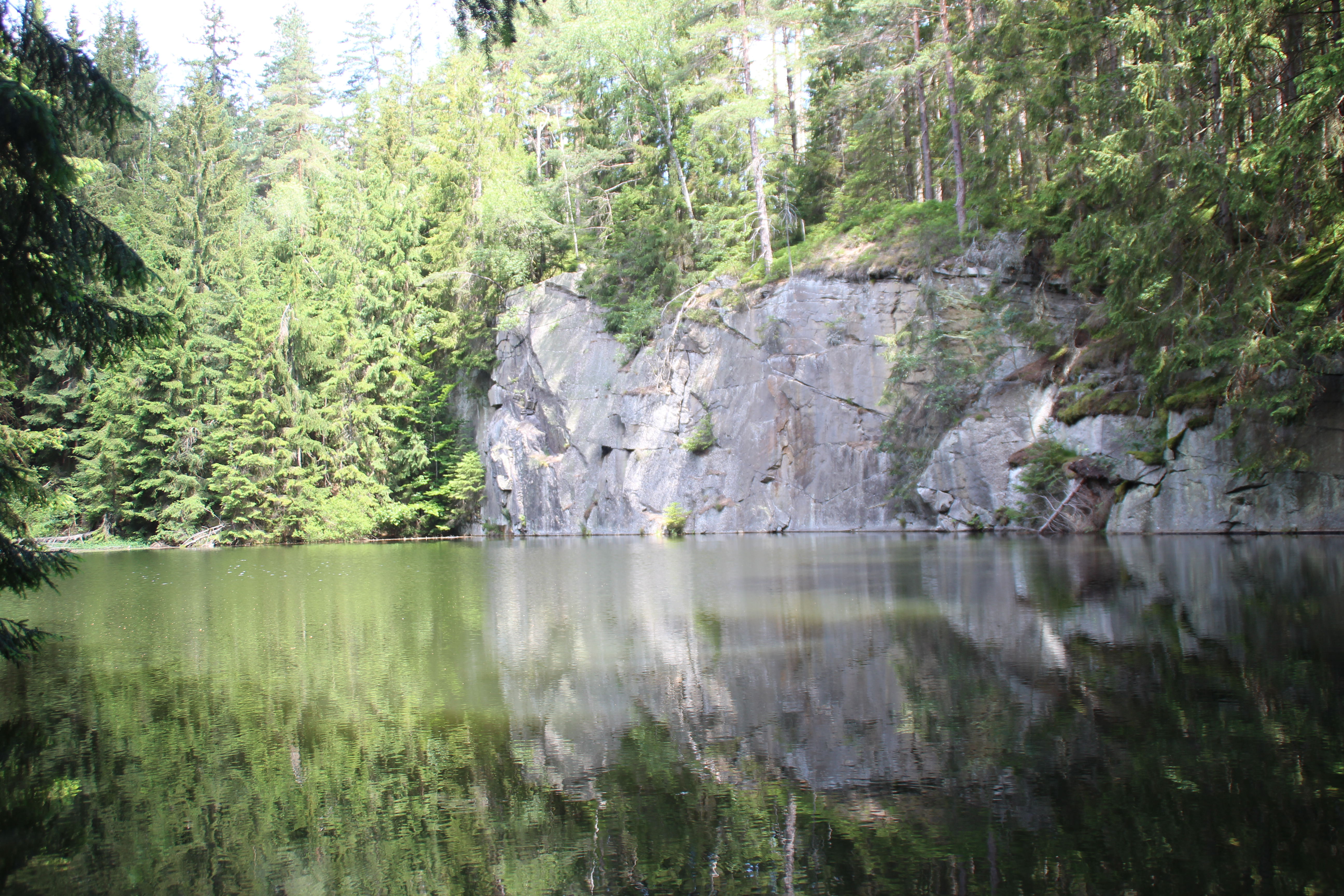
Ehemaliger Steinbruch im Fichtelgebirge – mit Wasser vollgelaufen

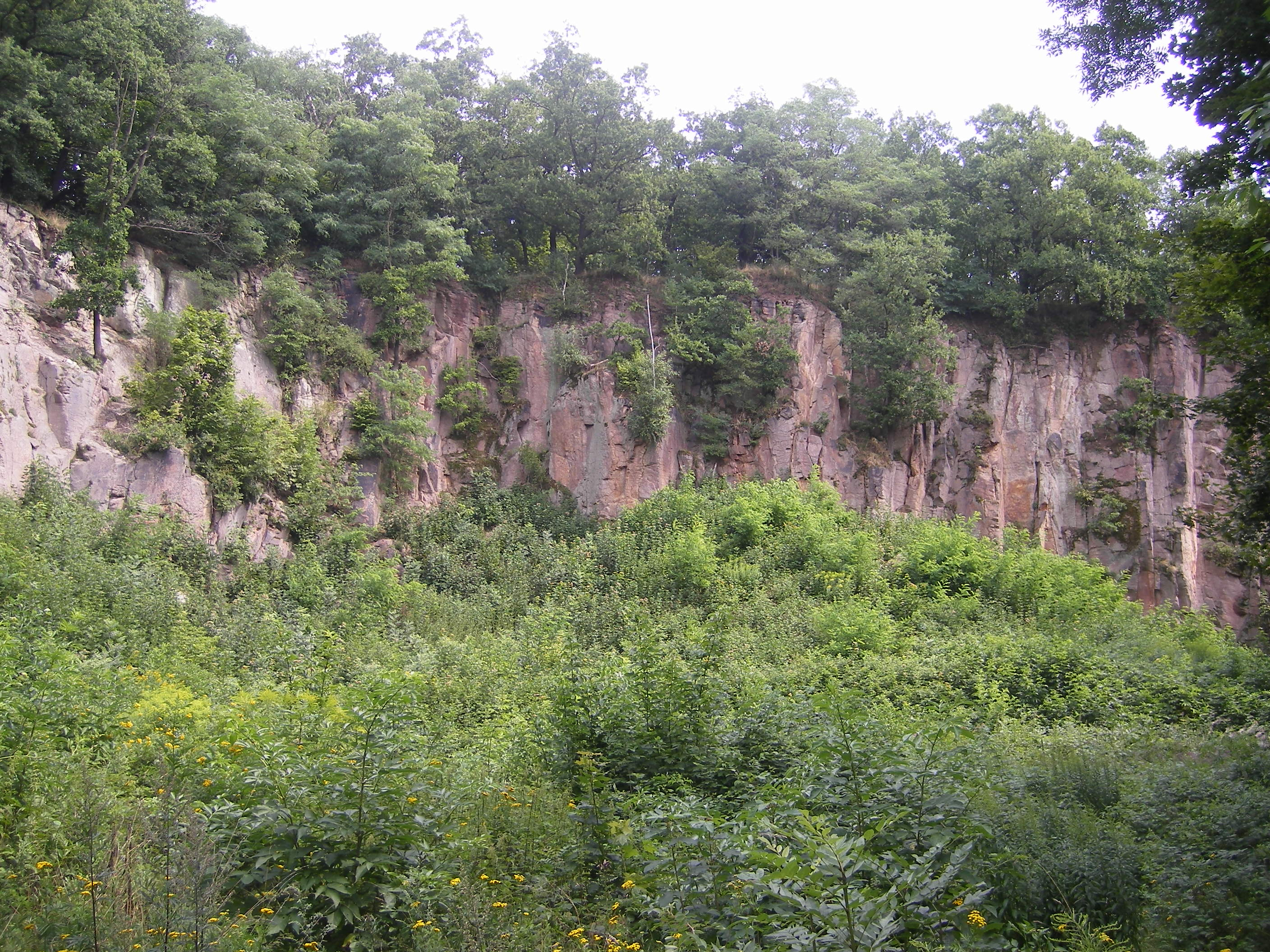
Beginnende Waldbildung im Steinbruchsgebiet an den Paditzer Schanzen

Steinbrüche in Tagebauweise sind ein anthropogener Eingriff in die natürlichen Gegebenheiten einer Landschaft. Ungeachtet dessen bleiben dieses Lokalitäten ein Lebensraum für eine Vielzahl von Organismen, besonders dann, wenn sie auf Sonderstandorte angewiesen sind. Durch die wirtschaftlichen Aktivitäten in einer solchen Betriebsstätte verändert sich die natürliche Lebensgemeinschaft. Werden Steinbrüche stillgelegt, entwickeln sich diese Orte schnell zu einem besonderen Biotop, das mitunter einen Schutzstatus nach naturschutzrechtlichen Normen erhält. Auch eine Unterschutzstellung als Geotop kann in Frage kommen, wenn es sich dabei um geowissenschaftlich beachtenswerte Lokalitäten handelt. Sofern stillgelegte Steinbrüche nicht als Deponien für Hausmüll, Bodenaushub oder Bauschutt unter dem Gesichtspunkt der „Rekultivierung“ umgenutzt werden, sind sie als wertvolle Kleinareale zu betrachten, die vielseitige ökologische Ausgleichsfunktionen eröffnen. Es tritt eine Renaturierung durch vom Menschen wenig bis nicht beeinflusste Besiedlungs- und Sukzessionsvorgänge ein. Die damit einhergehenden Abläufe erlangen eine hohe naturschutzfachliche Bedeutung. Kommt es jedoch zu anderen Folgenutzungen (Aufforstung, Erholungsfunktionen oder Gewerbeansiedlungen), auch nur in Teil- oder Randbereichen des Steinbruchs, treten mehr oder weniger ausgeprägte Konflikte auf, die beispielsweise eine Besiedlung von störungsempfindlichen Arten vermindert bzw. ausschließt.
Für die spezifische Ausprägung der Lebensraumbedingungen sind viele Faktoren von entscheidender Bedeutung. Darunter zählen die nach unterschiedlichen Himmelsrichtungen gelegenen Abbaufronten, die der Sonne zu- oder abgewandten Linien folgen können. Daraus ergeben sich Standorte für wärmeliebende oder kühlere mikroklimatische Umfeldbedingungen bevorzugende Lebensgemeinschaften. Diese Hauptfaktoren schließen die am Fuße der Abbaufronten sich ausbildenden Schuttfächer sowie Teile der Steinbruchsohle mit ein. Ein anderes wichtiges geomorphologisches Merkmal besteht in dem Vorhandensein von Spalten und Klüften im Gestein, die meist eine Zone erhöhter Feuchtewerte darstellen und demzufolge besondere Kleinstlebensräume ermöglichen. Darunter fallen auch wenig wasserdurchlässige Gesteinsschichten. die auf ihrer oberen Ebene die Voraussetzungen für einen Wasseraustrittshorizont erzeugen.
Die besondere Biodiversität von Steinbrüchen richtet sich nach den jeweiligen örtlichen Gegebenheiten. Merkmale für diesen Biotopcharakter sind Kleingewässer (Tümpel und völlig geflutete Hohlformen), Schotterflächen und Wildblumenraine, die auf geringen Distanzen sich abwechseln können. Für Insekten sind besonders in Arealen mit sonnigen Standorten die Existenz von sandigen Flächen mit einem hohen Wasserrückhaltevermögen bedeutsam, um Trinkmöglichkeiten zu haben. Als Folge einer sehr intensiven Landwirtschaft sind Insekten zahlenmäßig stark im Rückgang. Die differenzierten Standortbedingungen in Steinbrüchen, feucht, schattig, sonnenexponiert und trocken, ergeben in der Summe einen breit gefächerten Lebensraum für Insekten, der einer Vielzahl ihrer Arten eine gedeihliche Grundlage bietet. In diesen Zusammenhängen verwandeln sich stillgelegte Steinbrüche zu Trittsteinbiotopen in einer sonst von Pestiziden belasteten oder von Bodenabtrag gekennzeichneten Landschaft. Langfristig setzt in vielen Fällen ein Baumbewuchs ein, der schließlich ein Mischwaldareal ausbildet.
Für die Pflanzengesellschaft bildet sich nach Betriebsstilllegung die Möglichkeit, die mineralhaltigen Böden für ihre Ausbreitung zu nutzen und es bilden sich dabei ökologisch wertvolle Wildblumenstandorte. Dieser vielseitige Lebensraum entwickelt sich zu einer Lebensgrundlage von Kleinreptilien, wie die Zauneidechse, die Steinhaufwerk mögen und dabei viele Unterschlupfmöglichkeiten finden. Totholzansammlungen und leicht grabbare Sedimente erleichtern zudem die geschützte Eiablage. Für Vögel bieten die Steinbrüche einen ebenso wertvollen Lebensraum. Arten wie Uhu, Wanderfalke und Turmfalke haben in Steinbrüchen ihre Brutplätze. Diese Lagesituation trägt mit dazu bei, dass beispielsweise durch die in der Europäische Vogelschutzrichtlinie gelisteten Arten hier einen wenig beeinflussten Überlebensraum finden.
Bereits im Genehmigungsverfahren zur Anlegung eines Steinbruchs wird häufig die Folgenutzung nach dem Betriebsende festgelegt. Dabei wird auch die weitere industrielle, private oder öffentlichen Nutzung oder auch insbesondere die Rekultivierung und Renaturierung festgeschrieben.
Rekultivierung ist die Herrichtung und Wiedernutzbarmachung von Abbauflächen für die Land- und Forstwirtschaft, dabei wird vor allem das im Genehmigungsverfahren festgelegte Volumen von Abraum und Mutterboden verwendet.

## Rechtliche Aspekte
Deutschland
In Deutschland setzt das Bundesberggesetz (BBergG) den allgemeinen Rahmen für die Gewinnung von mineralischen Rohstoffen, worin auch Ausnahmen benannt sind. Für einige Rohstoffe gilt in manchen Bundesländern das jeweilige Abgrabungsgesetz bzw. adäquate Rechtsvorschriften. Manche Natursteine sind von bergrechtlichen Verfahrensweisen ausgenommen.
Das Genehmigungsverfahren für die Eröffnung/Erweiterung eines Steinbruchs beginnt mit der Anzeigepflicht eines solchen Vorhabens durch das Unternehmen gegenüber der Bergbehörde und der danach vorzunehmenden Aufstellung eines Betriebsplans (resp. Rahmenbetriebsplan – RBP) nach § 52 (1) BbergG durch das Unternehmen (Vorhabenträger), der die erforderliche Antragsform gegenüber der zuständigen Genehmigungsbehörde erfüllt. Für die Schließung eines Steinbruchs ist ein Abschlussbetriebsplan erforderlich. Die notwendigen Verfahrensschritte richten sich ausgehend vom § 57a BBergG nach den Vorgaben des Planfeststellungsverfahrens (VwVfG).
Österreich
In Österreich setzt das Mineralrohstoffgesetz (MinroG) des Bundes den allgemeinen Rahmen für die Gewinnung von mineralischen Rohstoffen. Das Gewinnen ist demnach als „Lösen oder Freisetzen (Abbau) mineralischer Rohstoffe“ definiert (§ 1, Pkt. 2 MinroG). Als mineralischer Rohstoff gilt „jedes Mineral, Mineralgemenge und Gestein, jede Kohle und jeder Kohlenwasserstoff, wenn sie natürlicher Herkunft sind, unabhängig davon, ob sie in festem, gelöstem, flüssigem oder gasförmigem Zustand vorkommen“ (§ 1, Pkt. 8 MinroG).
Ferner definiert das Mineralrohstoffgesetz drei aufsichtsrechtliche Kategorien von mineralischen Rohstoffen:
- der bergfreie mineralische Rohstoff ist „ein mineralischer Rohstoff, der dem Verfügungsrecht des Grundeigentümers entzogen ist und von jedem, der bestimmte gesetzliche Voraussetzungen erfüllt, aufgesucht und gewonnen werden darf“ (§ 1, Pkt. 9 MinroG)
- MinroG der bundeseigene mineralische Rohstoff „ist ein mineralischer Rohstoff, der Eigentum des Bundes ist“ (§ 1, Pkt. 10 MinroG)
- MinroG der grundeigene mineralische Rohstoff „ist ein mineralischer Rohstoff, der Eigentum des Grundeigentümers ist“ (§ 1, Pkt. 11 MinroG)

Der an die zuständigen Behörde gerichtete Gewinnungsbetriebsplan nach § 80 MinroG bildet die Antragsform für die bewilligungsrechtlichen Verfahrensabläufe unter Hinzuziehung von weiterem Fachrecht nach § 82 MinroG (Zulässigkeit nach Raumordnung) und § 83 MinroG (zusätzliche Genehmigungsvoraussetzungen).
Weiterhin werden Steinbrüche als Sachverhalte unter Raumordnungsgesichtspunkten in die Gruppe der Materialgewinnungs- oder -verarbeitungsanlagen eingeordnet, wozu auch Sandgruben und Schottergruben zählen. Die Betreibung von Steinbrüchen unterliegt hier der staatlichen Bewilligungspflicht auf Grundlage der Naturschutzgesetze der Bundesländer und weiteren diesbezüglichen Rechtsvorschriften der Europäischen Union. Im Rahmen der Umweltverträglichkeitsprüfung wird die Bewilligungsfähigkeit von Steinbruchstätigkeiten im Konzentrierten Genehmigungsverfahren nach Bundesabfallwirtschaftgesetz (AWG), Umweltverträglichkeitsprüfungsgesetz 2000 (UVP-G) und forstrechtlichen Bestimmungen auf ausreichende Verträglichkeit mit zahlreichen Schutzgütern geprüft. Hier haben weitere spezielle Rechtsvorschriften zum Immissions- und Wasserschutz eine zu beachtende Funktion.
Die Bewilligung für die Errichtung, Erweiterung sowie Rekultivierung erteilen die zuständigen bergrechtlichen Fachbehörden der österreichischen Bundesländer. Der Inhaber eines genehmigten Gewinnungsbetriebsplanes (§§ 83 und 116 MinroG) für das Gewinnen grundeigener mineralischer Rohstoffe gilt als Bergbauberechtigter (§ 84 (1) MinroG). Ferner ist eine Betriebsanlagengenehmigung nach Gewerbeordnung 1994 (§ 74 (2) GewO 1994) unter Berücksichtigung von § 107 MinroG (Sonstige besondere Befugnisse des Bergbauberechtigten) erforderlich.
Nach den Raumordnungsgesetzen der Bundesländer werden Flächen außerhalb bebauter Ortschaften grundsätzlich als Grünland (alle Flächen, die nicht als Bauland, Verkehrsfläche oder Vorbehaltsfläche gewidmet sind) angesehen und nach mehreren Kategorien unterschieden, darunter die Materialgewinnungsstätten (Widmungskategorie nach Planzeichenverordnung: GMA). Materialgewinnungsstätten sind: „Flächen zur Gewinnung, Aufbereitung und Zwischenlagerung mineralischer Rohstoffe sowie zur Ablagerung des grubeneigenen Restmaterials und für jenes Material, das zur Erfüllung der behördlich aufgetragenen Rekultivierungsmaßnahmen erforderlich ist.“ Zudem finden sich konkrete Arbeitsschutzregelungen in Spezialgesetzen, wie beispielsweise in der Land- und forstwirtschaftliche Dienstnehmerschutzverordnung des Burgenlandes (Arbeiten zur Stein-, Lehm-, Sand- und Schottergewinnung § 37).

## Emissionen
Aus Steinbrüchen wird insbesondere während des Betriebs Staub diffus emittiert. Auch durch das Befahren unbefestigter Fahrwege auf dem Steinbruch-Gelände wird Staub aufgewirbelt. Maßgeblich für die Emissionssituation sind aber die Abwürfe von den Förderbändern. Staubmindernde Maßnahmen sind unter anderem der Einsatz von Staubbindemaschinen, automatische Anpassungen von Abwurfhöhen der Förderbänder und Kapselung ausgewählter Aggregate.

## Abbauvolumina
In Deutschland wurde im Jahr 2019 auf ca. 800.000 Tonnen Naturstein-Rohmaterial gewonnen, das waren 50.000 Tonnen weniger als im Vorjahr und der Import stieg um 75.000 auf ca. 350.000 Tonnen. Die Zahl der Naturstein-Steinbrüche wird auf über 200 aktive Steinbrüche geschätzt.
Im Jahr 2016 wurden weltweit rund 296,4 Mio. Tonnen Rohmaterial in den Steinbrüchen weltweit abgebaut, im Jahr 2015 waren 286,2 Mio. Tonnen (Angaben enthalten auch den Gesteinsabfall). Exportiert wurden 53,545 Mio. Tonnen. Statistikexperten hielten damals ein Wachstum von 13 % jährlich für möglich, begründet wurde dies mit dem weltweiten Bevölkerungswachstum und dem Interesse an natürlichen und heimischen Materialien. Erstmals wurden im Jahr 2016 mehr Endprodukte als Rohmaterialien exportiert. Da nahezu 50 % des Rohmaterials als Abfall anfallen, appellierten sie zu schonendem Umgang und zu mehr Verwendungen für Reststücke zu entwickeln.
Die Rangfolge nach Weltmarktanteilen im Jahr 2016:
1. China 32,2 % (49,0 Mio. Tonnen),
2. Indien 14,7 % (24,5 Mio. Tonnen),
3. Türkei 8,1 % (1,2 Mio. Tonnen),
4. Iran 5,1 % (8,7 Mio. Tonnen),
5. Brasilien 5,4 % (8,2 Mio. Tonnen),
6. Italien 4,1 % (6,3 Mio. Tonnen),
7. Ägypten 3,5 % (5,3 Mio. Tonnen),
8. Spanien 3,2 % (4,9 Mio. Tonnen),
9. Portugal 1,8 % (2,7 Mio. Tonnen) und
10. USA 1,8 % (2,7 Mio. Tonnen).[50]

## Museale Einrichtungen mit Bezug zum Gesteinsabbau
- Marmormuseum Adnet in Adnet (Österreich)
- Baumberger Sandsteinmuseum in Havixbeck (Deutschland)
- Schieferpark Lehesten in Lehesten (Deutschland)
- Steinhauermuseum Mühlbach bei den Mühlbach-Schilfsandsteinbrüchen (Deutschland)
- Schiefermuseum Uewermaarteleng bei Obermartelingen (Luxemburg)
- Lahn-Marmor-Museum in Villmar (Deutschland)